# Vineuil-Saint-Firmin
Pour les articles homonymes, voir Vineuil.
Vineuil-Saint-Firmin est une commune française située dans le département de l'Oise, en région Hauts-de-France.

## Géographie

### Localisation
Vineuil-Saint-Firmin est située au sud du département de l'Oise, au nord-est de Chantilly, et plus précisément au nord du parc du château de Chantilly, à une distance orthodromique de 40 km au nord - nord-est de Paris. La commune se compose de deux villages distincts, Vineuil à l'ouest où se situe la mairie et Saint-Firmin à l'est où se situent l'église, le cimetière et le récent quartier du Bois du Ludde.
Les trois parties habitées de la commune s'ensuivent en enfilade le long de la RD 924, qui ne les traverse qu'en périphérie (au sud), et qui constitue la limite avec le parc de Chantilly. Le secteur du parc compris entre la route et le Grand Canal se situe sur le territoire communal de Vineuil-Saint-Firmin, non accessible à la visite car reparti entre plusieurs grandes demeures que l'Institut de France loue à des particuliers, dont notamment le château de Saint-Firmin et la maison Saint-Pierre, inscrits Monuments historiques. Vineuil présente la structure d'un bourg, avec un dense réseau de rues et de venelles, et plusieurs maisons sont construites au fond d'anciennes carrières de calcaire : ainsi, les toits de maisons à deux étages arrivent au niveau de la rue. Saint-Firmin fut à l'origine un village-rue, mais s'est agrandi récemment vers le nord.
Les communes limitrophes sont  Apremont, Avilly-Saint-Léonard, Chantilly, Courteuil et Saint-Maximin.
Les limites de la commune correspondent essentiellement à des chemins et cours d'eau. La limite d'avec Chantilly est représentée par le Grand Canal, au sud. À l'ouest, c'est une route forestière qui matérialise cette limite, la route des Bourguignons ; plus au nord, où elle délimite la commune de Saint-Maximin, elle s'appelle chemin d'Apremont. Puis, au nord de la commune, ce sont l'allée de Saint-Maximin et la route de Courteuil qui séparent Vineuil-Saint-Firmin d'Apremont. À l'intersection de ces deux routes, se trouve le carrefour de la table d'Apremont. Ensuite, à l'est, la route de la vallée Panier délimite la commune vers Courteuil, accompagnée par un petit ruisseau temporaire affluent de la Nonette. Enfin, vers Avilly-Saint-Léonard
au sud, la Nonette constitue la limite entre les deux communes, près de la ferme du Courtillet. Une petite portion de pré humide au sud de la Nonette appartient toutefois à Vineuil-Saint-Firmin. Est à noter la présence de deux équipements associés à Chantilly sur le territoire communal : le complexe sportif intercommunal des Bourgognes, à l'extrémité sud-ouest, et le golf de Chantilly.

### Topographie et relief

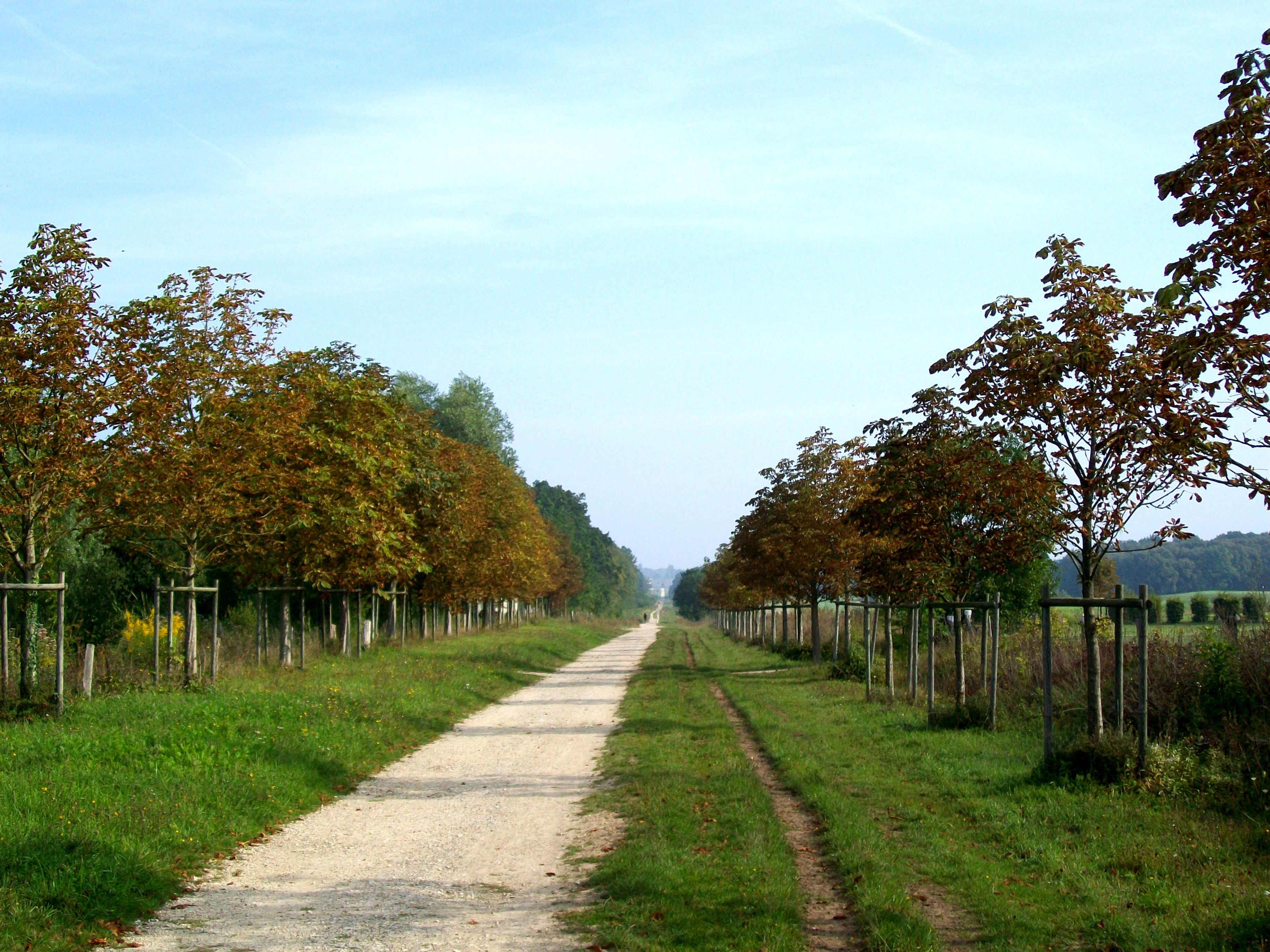
L'allée de Saint-Firmin vers la table d'Apremont.

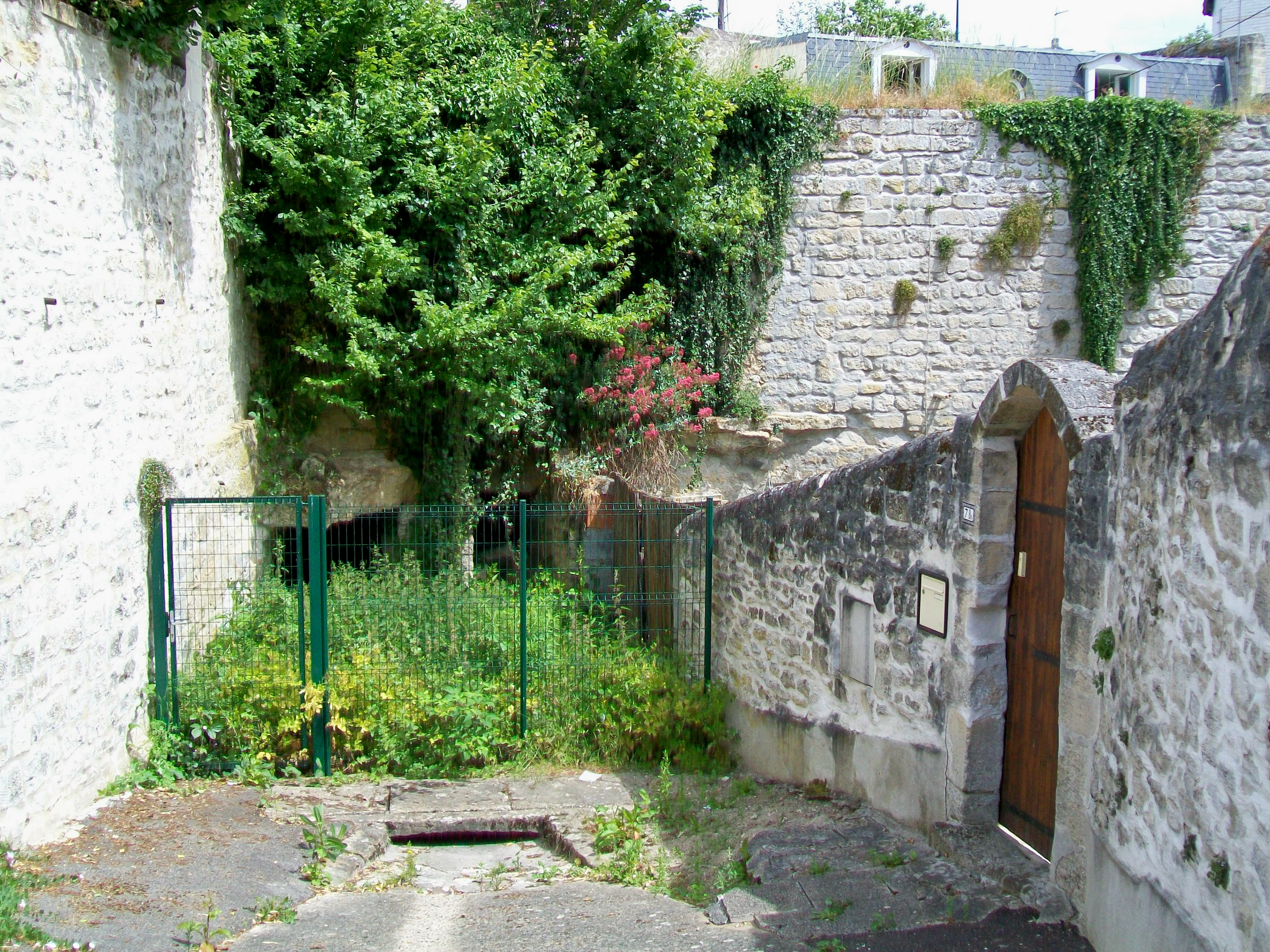
Ancienne carrière à Vineuil.

Vineuil-Saint-Firmin présente un profil peu accentué, avec seulement 27 m de différence entre le point le plus bas, dans la vallée de la Nonette, et le point culminant à 27 m au-dessus du niveau de la mer. Les paysages sont cependant loin d'être monotones et possèdent une grande qualité esthétique, due en partie aux aménagements d'allées et perspectives de vue par l'homme. La forêt d'Halatte et plus précisément ses petits massifs annexes appelées bois de la Coharde, bois de la Basse Pommeraie et bois du Lieutenant (appartenant à l'Institut et rattachés administrativement à la forêt de Chantilly), occupent 250 ha soit 32 % du territoire communal.
Ces trois forêts paraissent établir une continuité entre la forêt de Chantilly et la forêt d'Halatte ; or, en raison des clôtures entourant le parc de Chantilly et la présence du Grand Canal le découpant d'est en ouest, cette zone est impénétrable aux grands animaux. De ce fait, les prés et surfaces agricoles entre le bois de la Basse Pommeraie et le bois du Lieutenant ont été protégés par une ZNIEFF type 2 « Sites d'échanges interforestiers Halatte / Chantilly », n° national 220014330. Quant à la forêt d'Halatte avec les trois bois annexes mentionnés, il est protégé comme ZNIEFF type 1 « Massif forestier d'Halatte ». L'ensemble de la commune de Vineuil-Saint-Firmin, à l'exclusion des espaces agricoles à l'est, au nord de l'ancienne voie ferrée (et identifiés ultérieurement comme site d'échange) entre dans le site naturel classé « Domaine de Chantilly », créé par arrêté du 28 décembre 1960 sur la base de la loi du 2 mai 1930 relative à la protection des monuments naturels et des sites de caractère artistique, historique, scientifique, légendaire ou pittoresque. La quasi-totalité de ce site classé et toute la commune de Vineuil-Saint-Firmin entrent également dans le site naturel inscrit de la vallée de la Nonette, créé par arrêté du 6 février 1970. Ce site inscrit a préfiguré le parc naturel régional Oise-Pays de France pour sa partie situé dans l'Oise, créé par décret du 13 janvier 2004 et incorporant l'ensemble de la commune de Vineuil-Saint-Firmin.

### Hydrographie

#### Réseau hydrographique
La commune est située dans le bassin Seine-Normandie. Elle est drainée par la Nonette,.
La Nonette, d'une longueur de 40 km, prend sa source dans la commune de Nanteuil-le-Haudouin et se jette  dans l'Oise à Saint-Leu-d'Esserent, après avoir traversé 14 communes. Les caractéristiques hydrologiques de la Nonette sont données par la station hydrologique située sur la commune de Courteuil. Le débit moyen mensuel est de 1,55 m3/s. Le débit moyen journalier maximum est de 5,39 m3/s, atteint lors de la crue du 25 mars 2001. Le débit instantané maximal est quant à lui de 5,49 m3/s, atteint le 24 mars 2001.

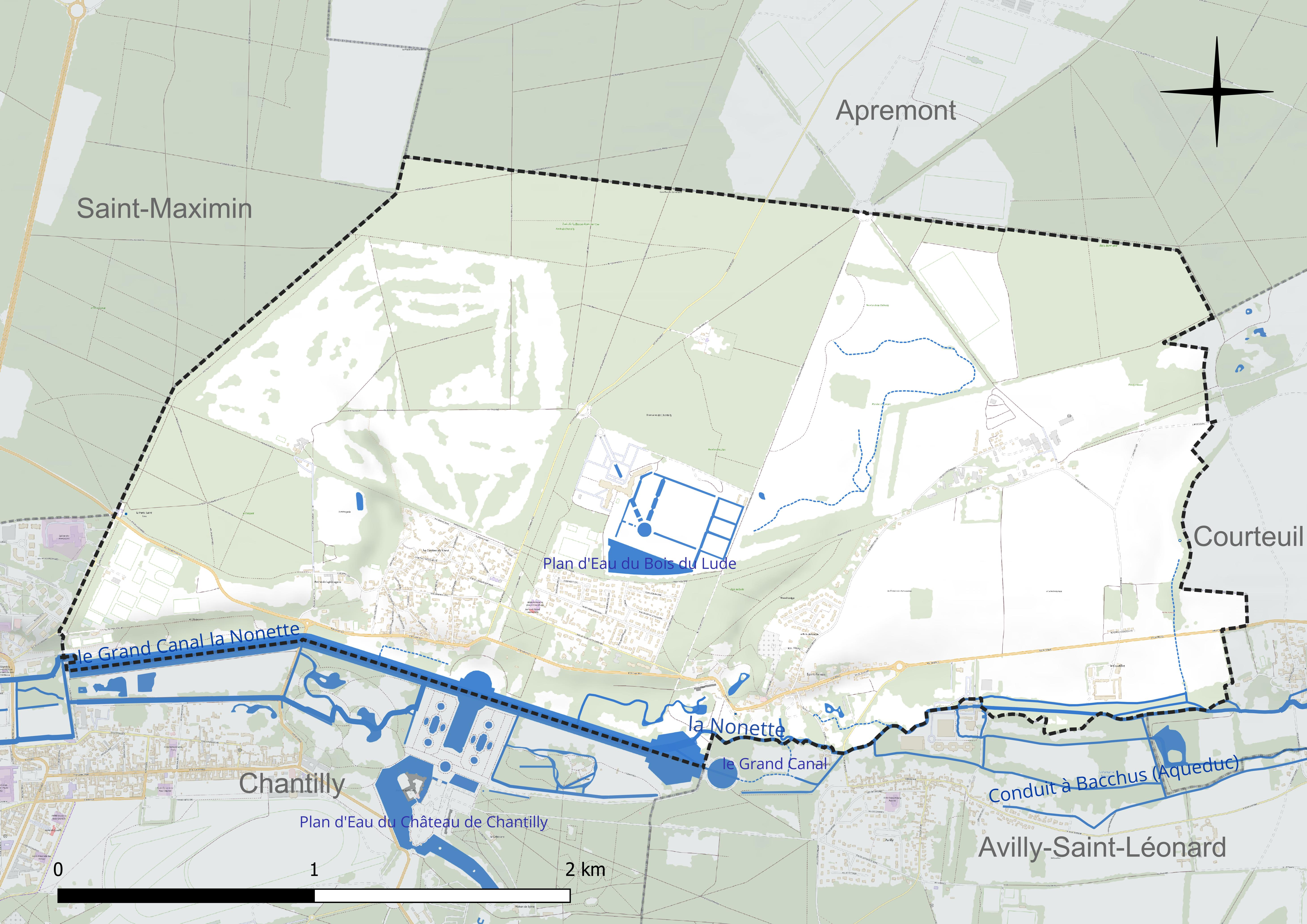
Réseau hydrographique de Vineuil-Saint-Firmin.

Deux plans d'eau complètent le réseau hydrographique : le Grand Canal, d'une superficie totale de 1,1 ha (0 ha sur la commune) et le plan d'eau du Bois du Lude (2,6 ha),.

#### Gestion et qualité des eaux
Le territoire communal est couvert par le schéma d'aménagement et de gestion des eaux (SAGE) « Sensée ». Ce document de planification concerne un territoire de 413 km2 de superficie, délimité par le bassin versant de la Nonette et de ses deux principaux affluents, la Launette et l'Aunette. Le périmètre a été arrêté le 3 avril 1998 et le SAGE proprement dit a été approuvé le 28 juin 2006, puis révisé le 15 décembre 2015. La structure porteuse de l'élaboration et de la mise en œuvre est le syndicat Interdépartemental du SAGE de la Nonette. 
La qualité des cours d'eau peut être consultée sur un site dédié géré par les agences de l'eau et l'Agence française pour la biodiversité. 

### Climat
Pour des articles plus généraux, voir Climat des Hauts-de-France et Climat de l'Oise.
En 2010, le climat de la commune est de type climat océanique dégradé des plaines du Centre et du Nord, selon une étude du CNRS s'appuyant sur une série de données couvrant la période 1971-2000. En 2020, Météo-France publie une typologie des climats de la France métropolitaine dans laquelle la commune est dans une zone de transition entre le climat océanique et le climat océanique altéré et est dans une zone de transition entre les régions climatiques « Sud-ouest du bassin Parisien » et « Nord-est du bassin Parisien ». 
Pour la période 1971-2000, la température annuelle moyenne est de 11 °C, avec une amplitude thermique annuelle de 14,8 °C. Le cumul annuel moyen de précipitations est de 660 mm, avec 11,1 jours de précipitations en janvier et 8 jours en juillet. Pour la période 1991-2020, la température moyenne annuelle observée sur la station météorologique la plus proche, située sur la commune de Creil à 6 km à vol d'oiseau, est de 11,2 °C et le cumul annuel moyen de précipitations est de 662,2 mm,. Pour l'avenir, les paramètres climatiques de la commune estimés pour 2050 selon différents scénarios d'émission de gaz à effet de serre sont consultables sur un site dédié publié par Météo-France en novembre 2022.

## Urbanisme

### Typologie
Au 1er janvier 2024, Vineuil-Saint-Firmin est catégorisée ceinture urbaine, selon la nouvelle grille communale de densité à sept niveaux définie par l'Insee en 2022.
Elle appartient à l'unité urbaine de Chantilly, une agglomération intra-départementale regroupant sept  communes, dont elle est une commune de la banlieue,,. Par ailleurs la commune fait partie de l'aire d'attraction de Paris, dont elle est une commune de la couronne,. Cette aire regroupe 1 929 communes,.

### Occupation des sols
L'occupation des sols de la commune, telle qu'elle ressort de la base de données européenne d'occupation biophysique des sols Corine Land Cover (CLC), est marquée par l'importance des territoires artificialisés (40 % en 2018), une proportion identique à celle de 1990 (40 %). La répartition détaillée en 2018 est la suivante : 
espaces verts artificialisés, non agricoles (34,5 %), forêts (34,3 %), terres arables (19,9 %), zones urbanisées (5,5 %), zones agricoles hétérogènes (4 %), prairies (1,8 %). L'évolution de l'occupation des sols de la commune et de ses infrastructures peut être observée sur les différentes représentations cartographiques du territoire : la carte de Cassini (XVIIIe siècle), la carte d'état-major (1820-1866) et les cartes ou photos aériennes de l'IGN pour la période actuelle (1950 à aujourd'hui).

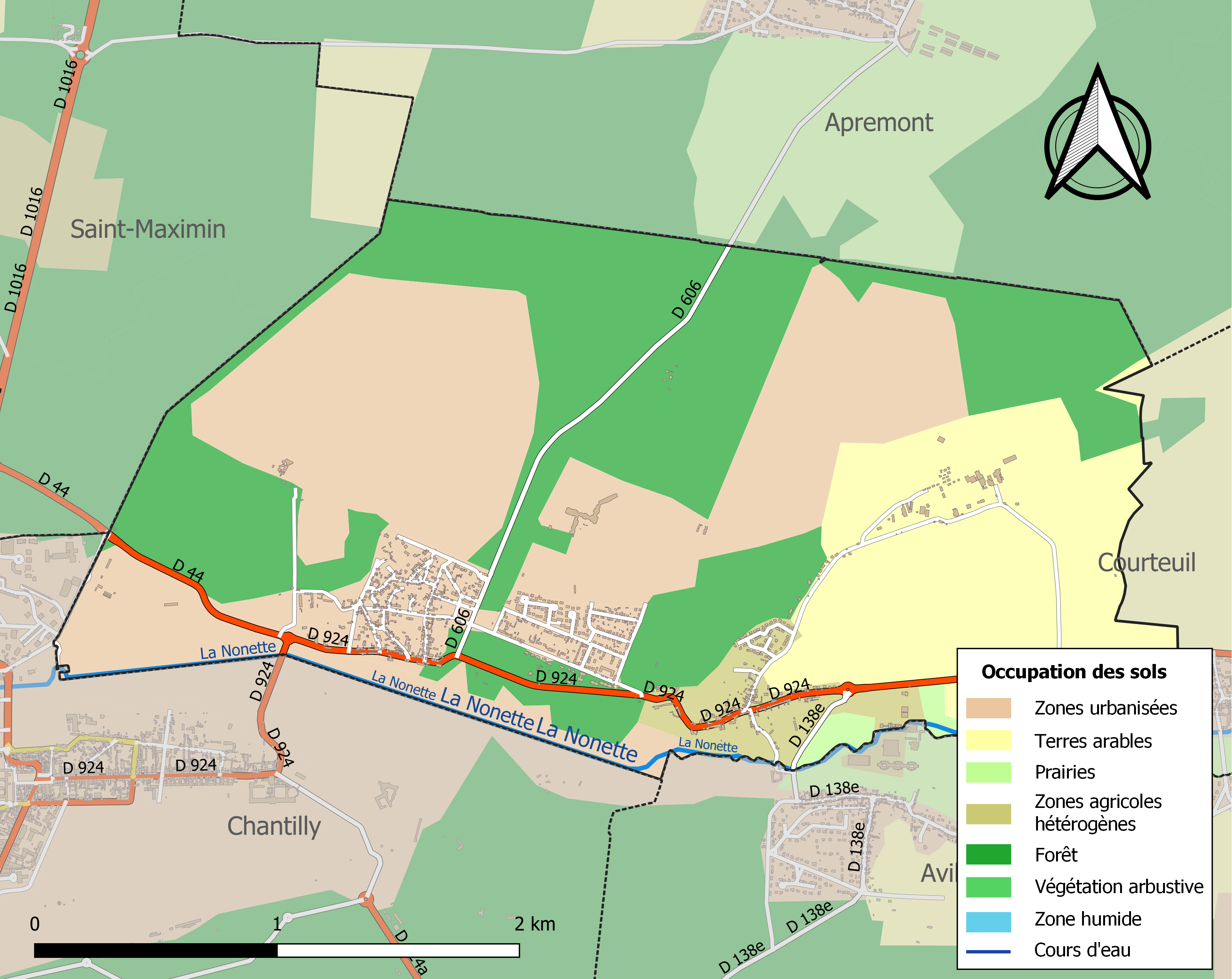
Carte des infrastructures et de l'occupation des sols de la commune en 2018 (CLC).

### Voies de communication et transports
Vineuil-Saint-Firmin se situe à proximité de la RD 1016, l'ancienne nationale 16, qui passe à l'ouest de la commune sans la traverser. Ce grand axe nord-sud, permettant de rejoindre la capitale au sud ou Creil et Amiens au nord, est complété par un axe est-ouest, la RD 924, se dirigeant vers la sous-préfecture de Senlis à l'est. En direction de l'ouest, elle s'appelle RD 44 et rejoint Saint-Leu-d'Esserent sur l'autre rive de l'Oise. À ces routes d'importance régionale, s'ajoutent la RD 606 pour Apremont, Aumont-en-Halatte et Creil (via la RD 1330) au nord, ainsi que la RD 138, permettant de contourner le parc de Chantilly au sud-est et de rejoindre la RD 924 traversant la forêt de Chantilly. Cette route continue pour La Chapelle-en-Serval au sud, où se fait la jonction avec la RN 17. En liaison avec l'Autoroute A1 (France) (sortie n° 7 (Survilliers / Chantilly / Ermenonville), elle constitue une alternative à la RD 1016 pour se rendre à Paris et sa banlieue.
Desservi par la ligne de chemin de fer Chantilly - Senlis jusqu'en octobre 1950, avec la halte de Vineuil et la gare excentrée de Saint-Firmin, Vineuil-Saint-Firmin ne dispose plus d'une gare aujourd'hui. La gare de Chantilly - Gouvieux est toutefois proche de la commune.
La commune est desservie, en 2023, par les lignes 637 et 645 du réseau interurbain de l'Oise et par le service de transport à la demande gratuit Flexobus.

## Toponymie
Le nom de la localité est attesté sous les formes in loco qui dicitur Vinolium (vers 1166) ; apud Vineolum (1198) ; decima de Vinolio (1215) ; Hugonem de Vinoliis (1217) ; Hugone de Vinolio (1240) ; Colardus de Vinolio (1243) ; Vineium (1252) ; in loco qui dicitur Vine (XIIIe) ; de Vinolio (XIIIe) ; Vigneil lez Chantilly (1367) ; Vigneul (1389) ; Vineil (1395) ; Vinueil (1401) ; vineul (1405) ; Vineuil les Chantilly (1450) ; Vineuil lez Chantilly (1478) ; Vineux (XVIe) ; Vineul (XVIe) ; Vineuil (1667) ; les Sans Culottes sur Nonette (1794) ; Vineuil-Saint-Firmin (1948).

Vineuil : Du latin vinea (« vignoble ») avec le gaulois ialo (« clairière, défrichement, champ »)[réf. nécessaire].
Entre 1790 et 1794, les communes de Saint-Firmin et de Vineuil fusionnent pour donner naissance à la commune de Vineuil-Saint-Firmin.

L'hagiotoponyme Saint-Firmin est celui d'un ancien hameau de la localité attesté sous les formes Sanctus Firminus de fonte (770) ; villam que fons sancti Firmini dicitur (1124) ; decime de Fontanis (1138) ; Fons sancti Firmini (1138) ; Josco de fonte sancti firmini (1143) ; ecclesiam de fonte sancti Firmini (1182) ; Fontanoe (vers 1230) ; Fontis sancti Firmini (1258) ; de Fonte sancti Firmini (1270) ; Saint Fremin (1342) ; la Fontaine Saint Firmin (1357) ; la fontainne saint fremin (vers 1380) ; Fontaine (XIVe) ; Fontaine saint Fremy (1393) ; fontaines saint firmin (1397) ; Fontaine Saint Fremin (1397) ; Sainct Firmin (1467) ; St fremyn lez chantely (1498) ; St Fremin (1667) ; Firmin (1794) ; Montagne sur Nonette (1794) ; Saint-Firmin (1840), en référence à Firmin d'Amiens.

## Histoire
La commune était dénommée « Saint-Firmin » avant le rattachement du hameau de « Vineuil » en 1909.

## Politique et administration

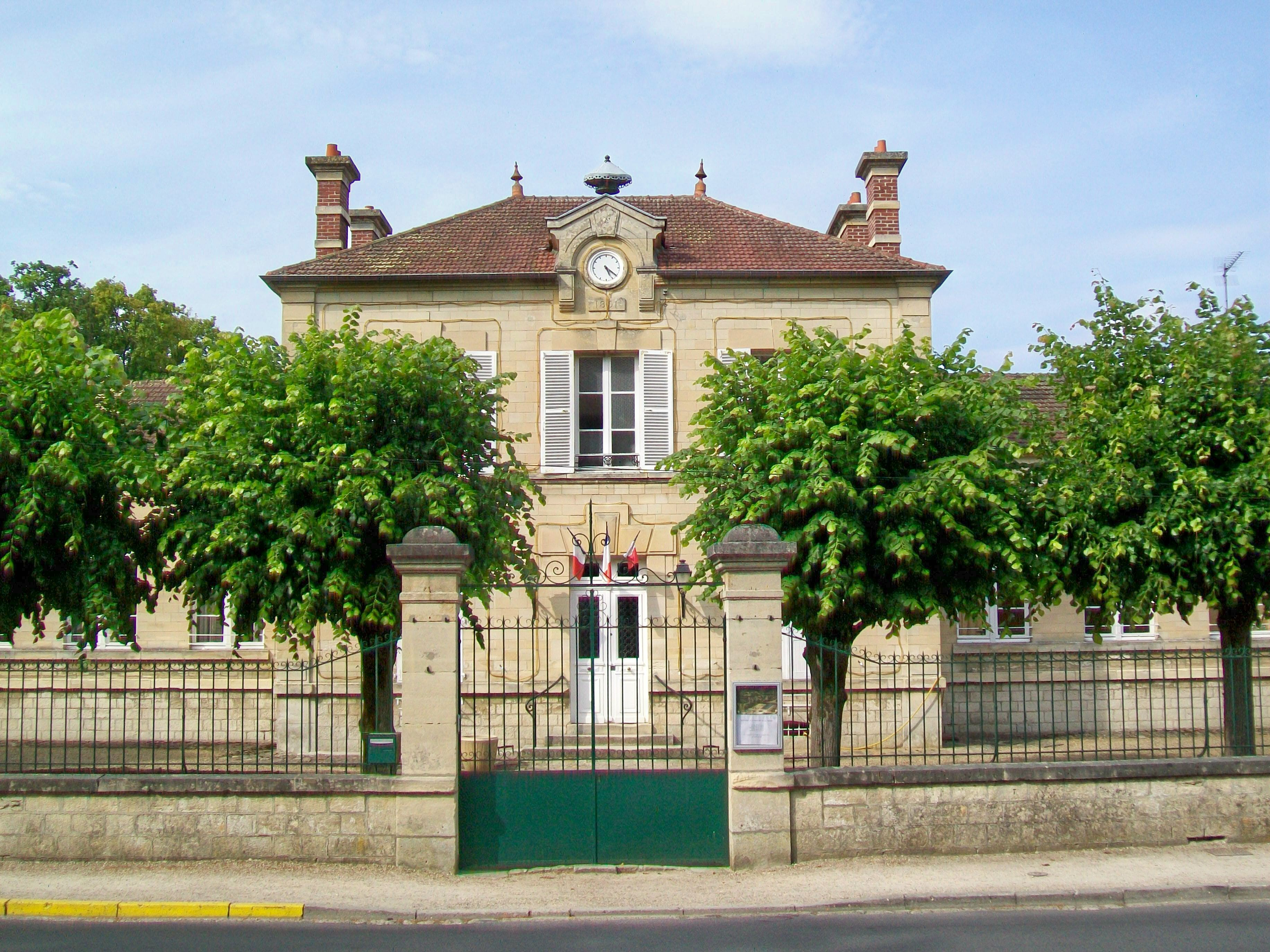
La mairie, près du point de vue sur le parc de Chantilly.

| Période                                  | Période  | Identité                     | Étiquette | Qualité                                                  |
| ---------------------------------------- | -------- | ---------------------------- | --------- | -------------------------------------------------------- |
| Les données manquantes sont à compléter. |          |                              |           |                                                          |
|                                          | 1848     | François Leporter            |           |                                                          |
| 1848                                     | 1851     | Louis Buglier                |           |                                                          |
| 1851                                     | 1855     | Louis Victor Alphonse Doyen  |           |                                                          |
| 1855                                     | 1870     | Nicolas Marie Alfred Meunier |           |                                                          |
| 1870                                     | 1881     | Charles Henri Jambon         |           |                                                          |
| 1881                                     | 1882     | Jean François Callais        |           |                                                          |
| 1882                                     | 1888     | William François Davouet     |           |                                                          |
| 1888                                     | 1892     | Alphonse Ange Turquet        |           |                                                          |
| 1892                                     | 1893     | Paul Regnault                |           |                                                          |
| 1893                                     | 1896     | William François Davout      |           |                                                          |
| 1896                                     | 1900     | Alphonse Napoléon Doyen      |           |                                                          |
| 1900                                     | 1902     | Lucien Claude Edmé Adam      |           |                                                          |
| 1902                                     | 1903     | Marie Gabriel Barbier        |           |                                                          |
| 1903                                     | 1922     | Jules Léon Gondelle          |           | 1er Maire de la nouvelle commune de Vineuil-Saint-Firmin |
| 1922                                     | 1928     | Bernard Doumens              |           |                                                          |
| 1928                                     | 1934     | Louis Cailleux               |           |                                                          |
| 1934                                     | 1935     | Victor Ferraud               |           |                                                          |
| 1935                                     | 1947     | André Thibaud                |           |                                                          |
| 1947                                     | 1974     | André Hiet                   |           |                                                          |
| 1974                                     | 1989     | Maurice Bernaudin            |           |                                                          |
| 1989                                     | 1995     | André Jean Louis Florentin   |           |                                                          |
| 1995                                     | 1996     | Hubert Maillet               |           |                                                          |
| 1996                                     | 1998     | Marcel Gregeois              |           |                                                          |
| 1998                                     | 2008     | Jean Pierre Pinson           |           |                                                          |
| 2008                                     | 2020     | André Gillot                 |           |                                                          |
| 2020                                     | En cours | François Lanceraux           |           |                                                          |
| Les données manquantes sont à compléter. |          |                              |           |                                                          |

## Population et société

### Démographie

#### Évolution démographique
L'évolution du nombre d'habitants est connue à travers les recensements de la population effectués dans la commune depuis 1793. Pour les communes de moins de 10 000 habitants, une enquête de recensement portant sur toute la population est réalisée tous les cinq ans, les populations de référence des années intermédiaires étant quant à elles estimées par interpolation ou extrapolation. Pour la commune, le premier recensement exhaustif entrant dans le cadre du nouveau dispositif a été réalisé en 2005.

En 2022, la commune comptait 1 399 habitants, en évolution de +2,72 % par rapport à 2016 (Oise : +0,87 %, France hors Mayotte : +2,11 %).
| 1793 | 1800 | 1806 | 1821 | 1831  | 1836  | 1841 | 1846 | 1851 |
| ---- | ---- | ---- | ---- | ----- | ----- | ---- | ---- | ---- |
| 949  | 890  | 874  | 877  | 1 152 | 1 023 | 934  | 916  | 936  |

| 1856 | 1861 | 1866 | 1872 | 1876  | 1881  | 1886  | 1891  | 1896  |
| ---- | ---- | ---- | ---- | ----- | ----- | ----- | ----- | ----- |
| 876  | 948  | 970  | 988  | 1 081 | 1 072 | 1 098 | 1 095 | 1 153 |

| 1901  | 1906  | 1911  | 1921  | 1926  | 1931  | 1936  | 1946  | 1954  |
| ----- | ----- | ----- | ----- | ----- | ----- | ----- | ----- | ----- |
| 1 287 | 1 195 | 1 280 | 1 267 | 1 290 | 1 409 | 1 386 | 1 323 | 1 477 |

| 1962  | 1968  | 1975  | 1982  | 1990  | 1999  | 2005  | 2006  | 2010  |
| ----- | ----- | ----- | ----- | ----- | ----- | ----- | ----- | ----- |
| 1 543 | 1 488 | 1 541 | 1 333 | 1 441 | 1 464 | 1 510 | 1 532 | 1 425 |

| 2015  | 2020  | 2022  | - | - | - | - | - | - |
| ----- | ----- | ----- | - | - | - | - | - | - |
| 1 369 | 1 397 | 1 399 | - | - | - | - | - | - |

#### Pyramide des âges
En 2018, le taux de personnes d'un âge inférieur à 30 ans s'élève à 29,4 %, soit en dessous de la moyenne départementale (37,3 %). À l'inverse, le taux de personnes d'âge supérieur à 60 ans est de 30,7 % la même année, alors qu'il est de 22,8 % au niveau départemental.
En 2018, la commune comptait 683 hommes pour 725 femmes, soit un taux de 51,49 % de femmes, légèrement supérieur au taux départemental (51,11 %).
Les pyramides des âges de la commune et du département s'établissent comme suit.
| Hommes | Classe d’âge | Femmes |
| ------ | ------------ | ------ |
| 0,9    | 90 ou +      | 2,9    |
| 8,4    | 75-89 ans    | 9,6    |
| 18,9   | 60-74 ans    | 20,4   |
| 24,6   | 45-59 ans    | 22,8   |
| 15,9   | 30-44 ans    | 16,6   |
| 14,5   | 15-29 ans    | 11,7   |
| 16,8   | 0-14 ans     | 16,0   |

| Hommes | Classe d’âge | Femmes |
| ------ | ------------ | ------ |
| 0,5    | 90 ou +      | 1,4    |
| 5,5    | 75-89 ans    | 7,6    |
| 15,6   | 60-74 ans    | 16,3   |
| 20,8   | 45-59 ans    | 20     |
| 19,4   | 30-44 ans    | 19,4   |
| 17,6   | 15-29 ans    | 16,2   |
| 20,6   | 0-14 ans     | 19,1   |

## Lieux et monuments

### Monuments historiques
Vineuil-Saint-Firmin compte six monuments historiques classés ou inscrits sur son territoire, appartenant au domaine de Chantilly de l'Institut de France sauf l'église (dont deux situés au sein du parc du château de Chantilly). Un de ces monuments, le carrefour de la table d'Apremont, est situé pour moitié sur la commune voisine d'Apremont.

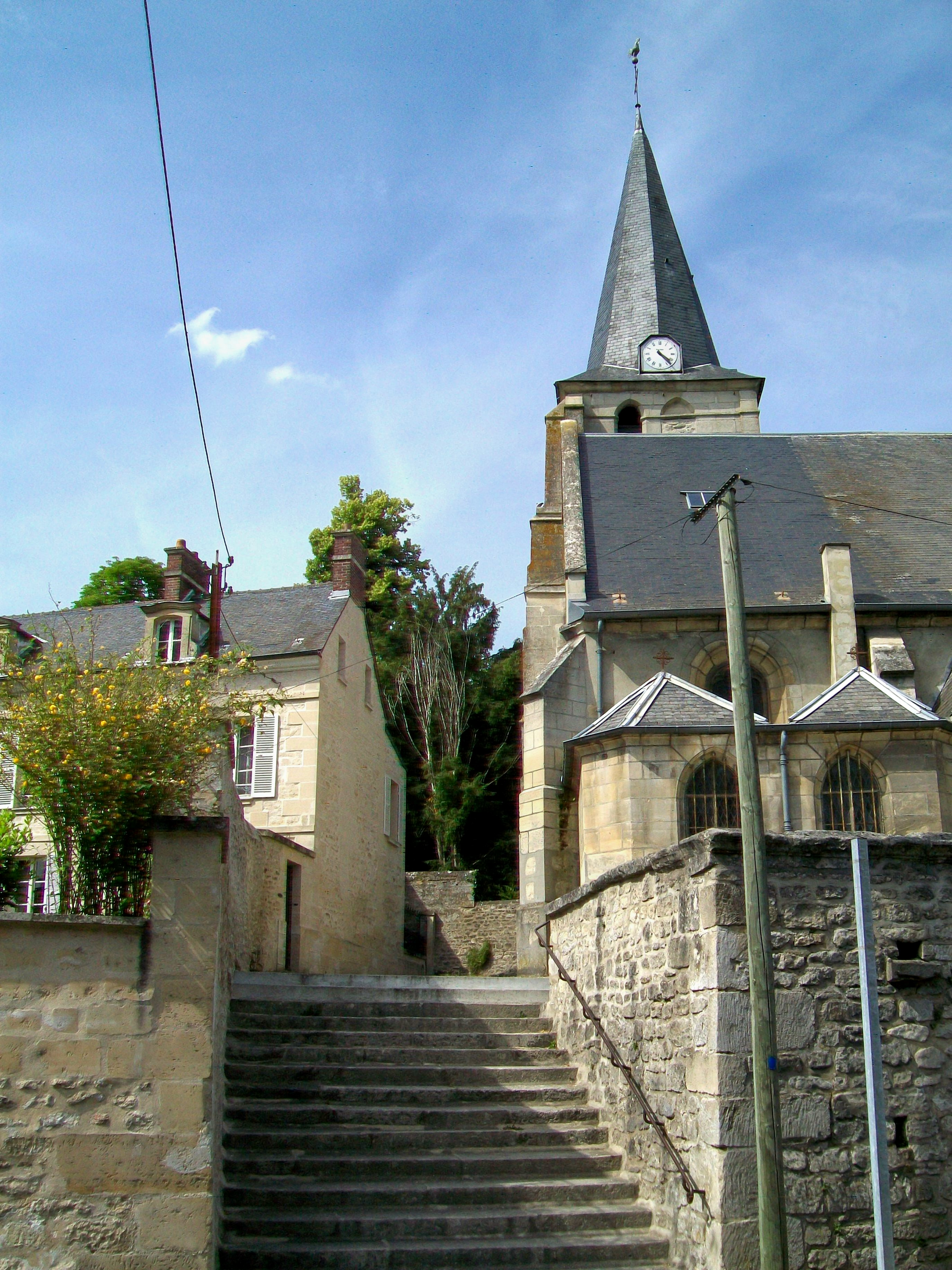
La sente de l'église, qui commence par un escalier au départ de la rue de Senlis (D 924).
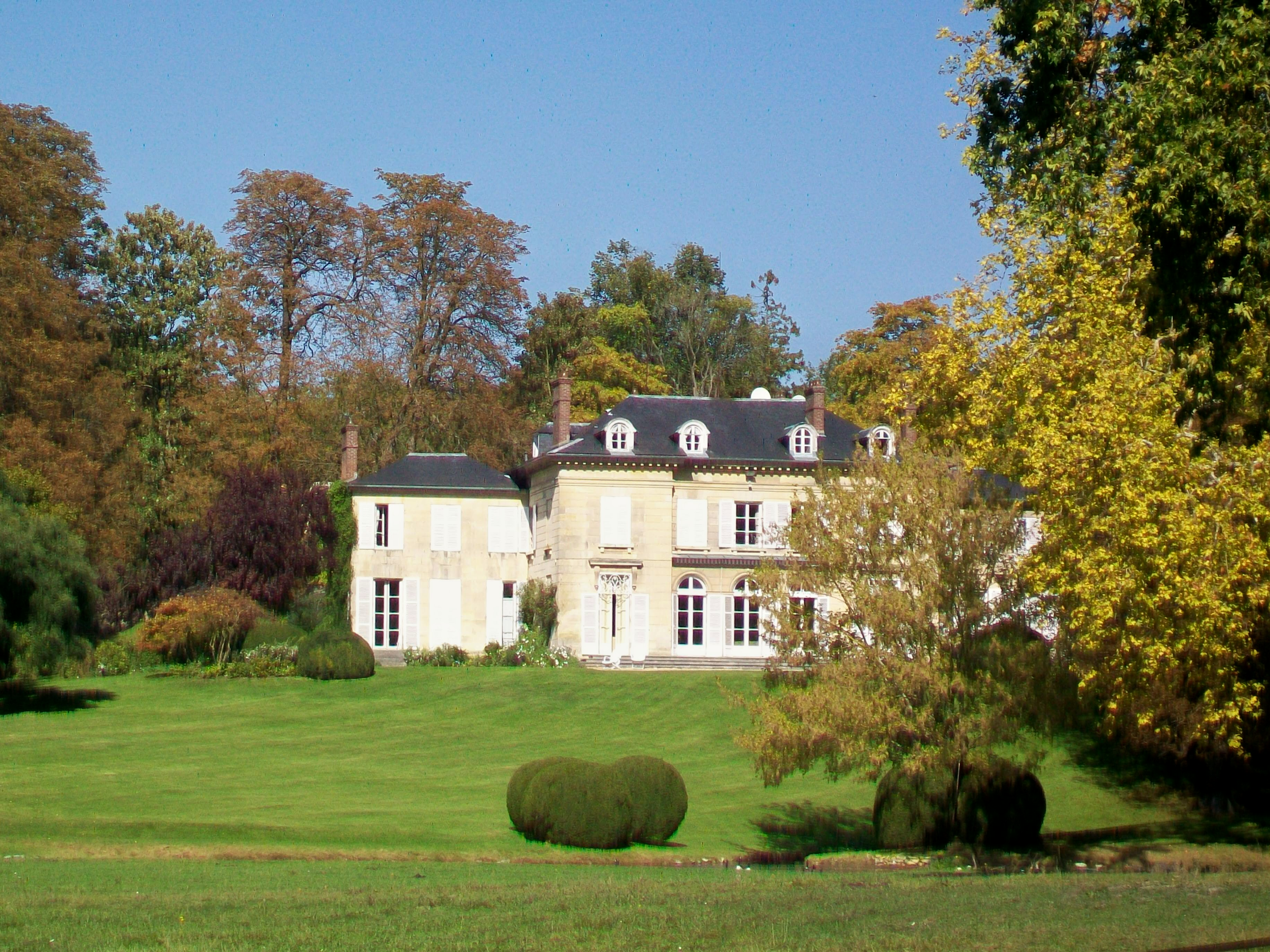
Le château de Saint-Firmin, propriété de l'Institut, au parc de Chantilly, près de la grande cascade.
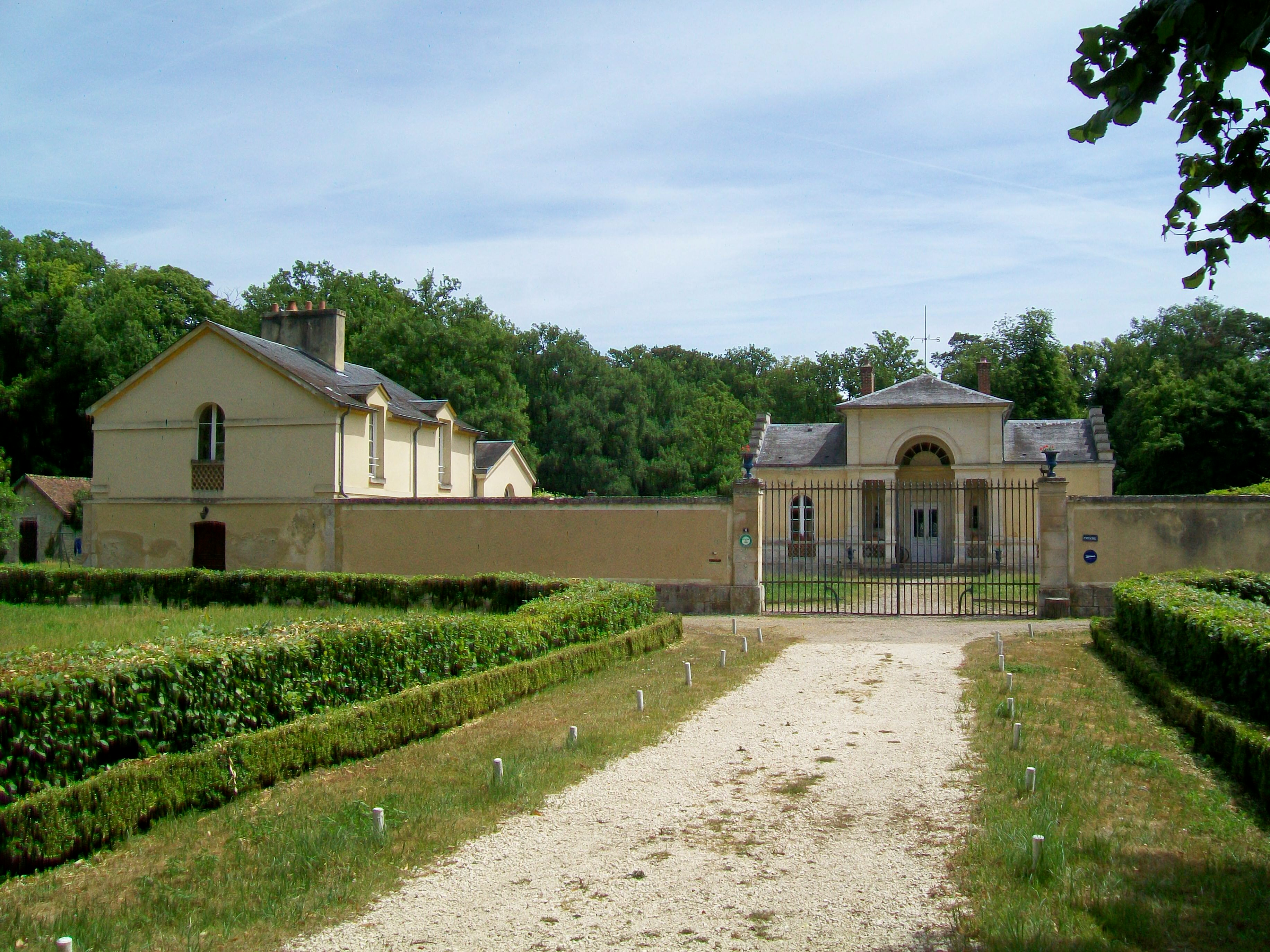
La maison forestière de la Faisanderie d'Apremont, de 1830, fait partie du domaine de Chantilly.
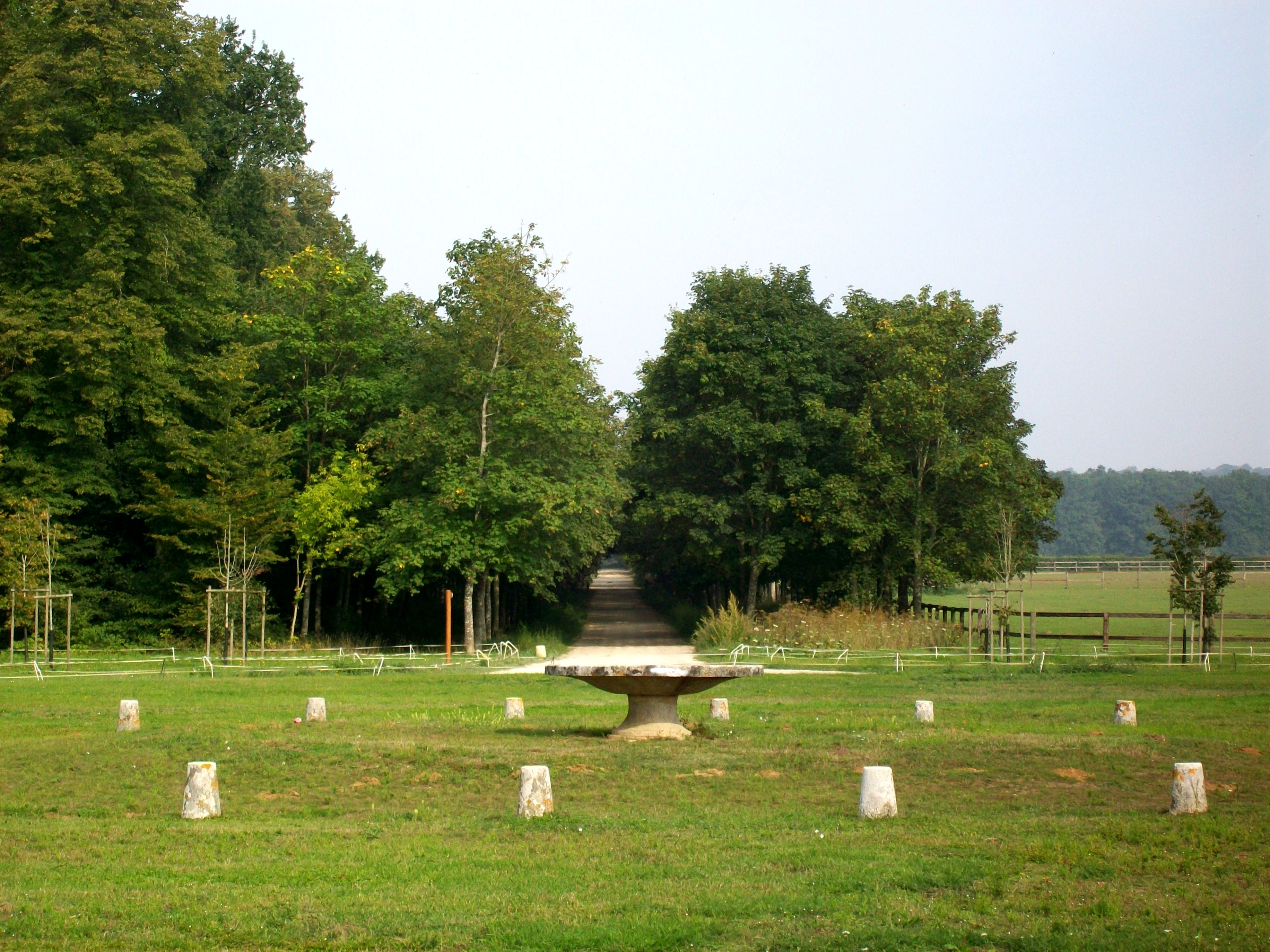
Le carrefour de la table d'Apremont, moins connu que le carrefour de la table de Montgrésin à Orry-la-Ville.
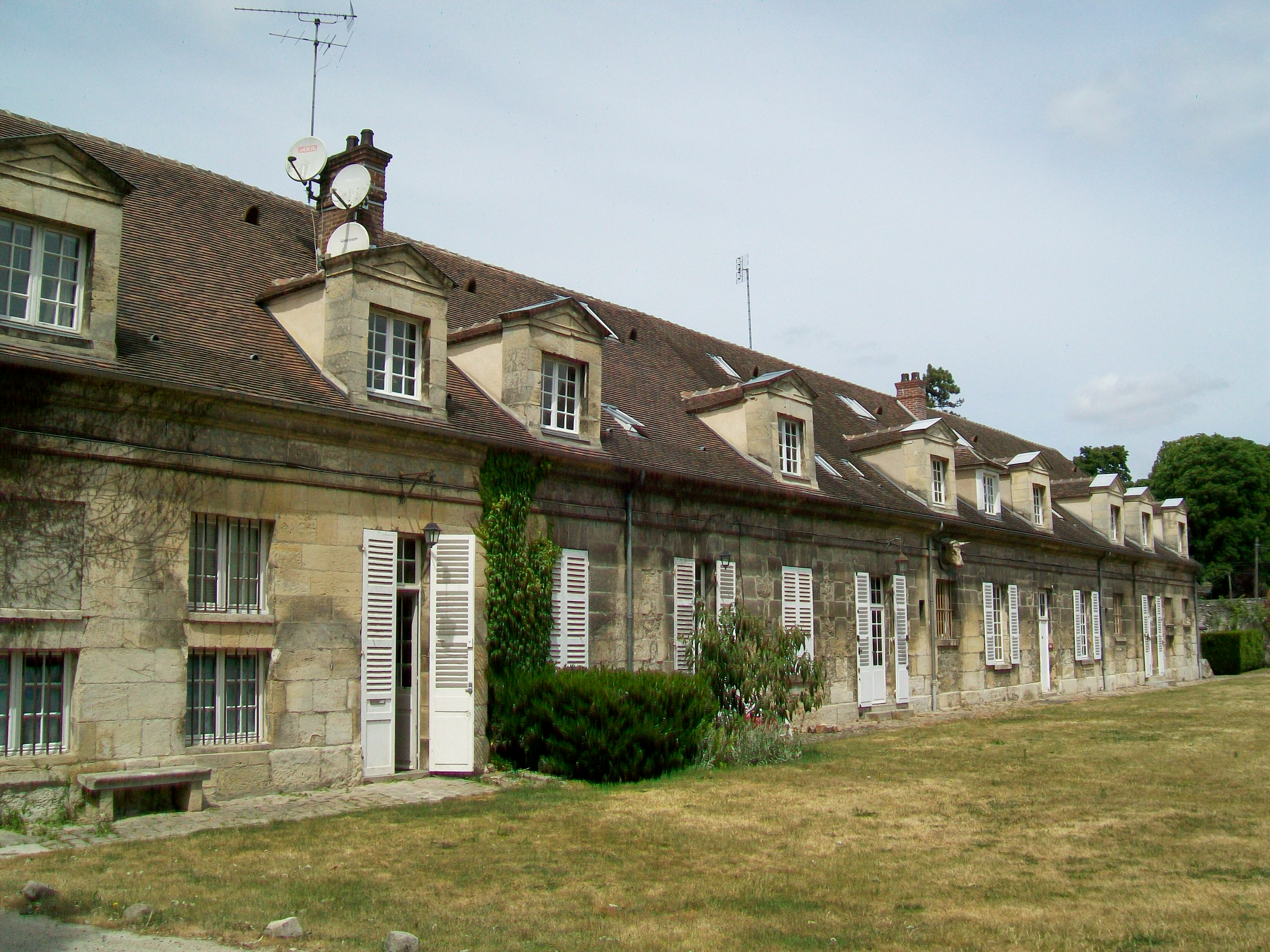
La ferme de la Ménagerie, du domaine de Chantilly, à l'ouest de Vineuil ; corps de logis.

- Église de Saint-Firmin, rue de Senlis (D 924) à Saint-Firmin (inscrite monument historique par arrêté du 13 février 1970[34], cinq vitraux et deux statues classés Monuments historiques au titre des objets par arrêtés du 12 août 1886 et 5 novembre 1912[35]) : construite en 1540-1543, présentant des vitraux du XVIe siècle aux armes des Montmorency.
- Château de Saint-Firmin, rue de Senlis (D 924) à Saint-Firmin (façades et toitures du château, grand salon et son décor et glacière inscrits monuments historiques  par arrêté du 15 avril 1988[36]) : Il appartient à l'Institut et se situe dans un jardin anglais attenant au parc du château de Chantilly, sur une butte gazonnée. Quand Nicolas d'Orgemont acheta la seigneurie de Saint-Firmin en 1390, il y avait déjà une grande maison. Au milieu du XVIIIe siècle, Louis Poulletier de la Martinière, lieutenant des chasses de Chantilly, fait construire une nouvelle maison. Dès que la propriété est rachetée par le fermier général Charles Delahaye le 31 mars 1787, ce manoir est démoli et remplacé par le château néoclassique actuel, selon les plans de l'architecte parisien André Aubert. Il entre dans le domaine de Chantilly en 1828, et devient la demeure de Robert d'Orléans et sa famille à la fin du XIXe siècle. Les façades du corps de logis d'un étage sont sobres, mais soigneusement travaillées en pierre de taille. Les trois travées centrales sont placées en léger retrait. Deux pavillons latéraux, à un étage également, ont été ajoutés aux angles nord-ouest et nord-est, probablement peu après la construction. Le château comporte aussi un long bâtiment de dépendances, de style néoclassique également, ainsi qu'une glacière au puits cylindrique[37]. Visible uniquement depuis le parc de Chantilly (bassin octogonal près de la grande cascade).
- Maison forestière de la Faisanderie d'Apremont, près de la D 606 en direction d'Apremont, à 1 200 m de la sortie du village (inscrite monument historique par arrêté du 1er février 1988[38]) : Elle fait partie du domaine de Chantilly. Reconstruite en 1827 pour Louis VI Henri de Bourbon-Condé, il s'agit en fait d'un ensemble de trois pavillons de style néoclassique. Le pavillon principal au centre est dépourvu d'étage, mais dispose d'un corps central rehaussé, comportant une véranda devant l'entrée, orientée vers l'ouest. Les deux pignons nord et sud sont à redents. Les deux pavillons latéraux, pratiquement aussi grands que le pavillon central mais d'une architecture moins représentative, sont dotés d'un étage sur les deux tiers de leur superficie ; le toit de la partie sans étage étant perpendiculaire au toit du corps principal. Ainsi, la diversité des formes contribue largement au caractère unique de la « Faisanderie »[37].
- Carrefour de la table d'Apremont, entre forêts et pâturages, à la limite avec la commune d'Apremont (inscrit monument historique  par arrêté du 1er février 1988[39]) : C'est un deuxième carrefour des environs de Chantilly à présenter une table en pierre, avec le carrefour de la table de Montgrésin à Orry-la-Ville. Il s'agit d'une table de vénerie, permettant aux cavaliers de descendre de cheval sans aide. Cette table se situe au milieu d'un carrefour autour duquel rayonnent huit routes, entre le bois de la Basse-Pommeraie et le bois du Lieutenant, et fait partie des aménagements paysagers dus à André Le Nôtre. Les perspectives de vue s'ouvrent sur le village d'Apremont au nord, et sur le terrain de golf de Saint-Firmin au sud[40].
- Ferme de la Ménagerie (inscrite monument historique  par arrêté du 11 février 1988[41]) : Comportant des bâtiments des XVIIe et XVIIIe siècles, dont notamment un long corps de logis d'une architecture très soignée, ainsi qu'un colombier octogonal, cette ferme de dimensions moyennes fait partie du domaine de Chantilly tout comme la Faisanderie[42].
- Manoir « Maison Saint-Pierre », dans le parc du château de Chantilly, rue de Chantilly (D 924) à Vineuil, près du point de vue (inscrit monument historique  par arrêté du 15 avril 1988[43]) : Demeure de facture simple mais soignée, construit dans la seconde moitié du XVIIIe siècle pour un orfèvre parisien, Claude Nicolas Souchet. Elle prend son nom de la chapelle du même nom au parc de Chantilly. (Photo ci-dessous).

### Autres éléments du patrimoine

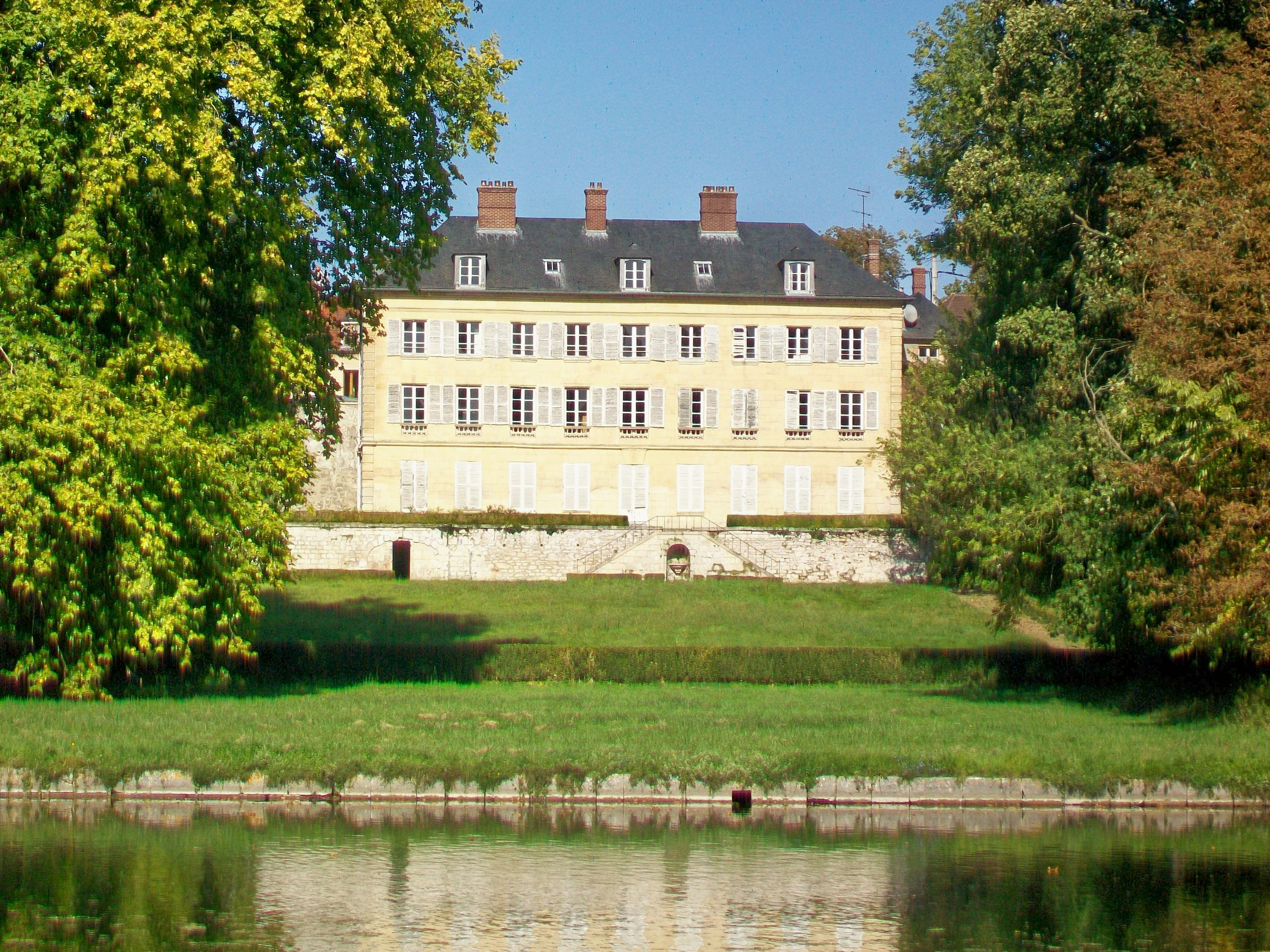
Le manoir « maison Saint-Pierre », propriété de l'Institut, au parc de Chantilly, près du point de vue.
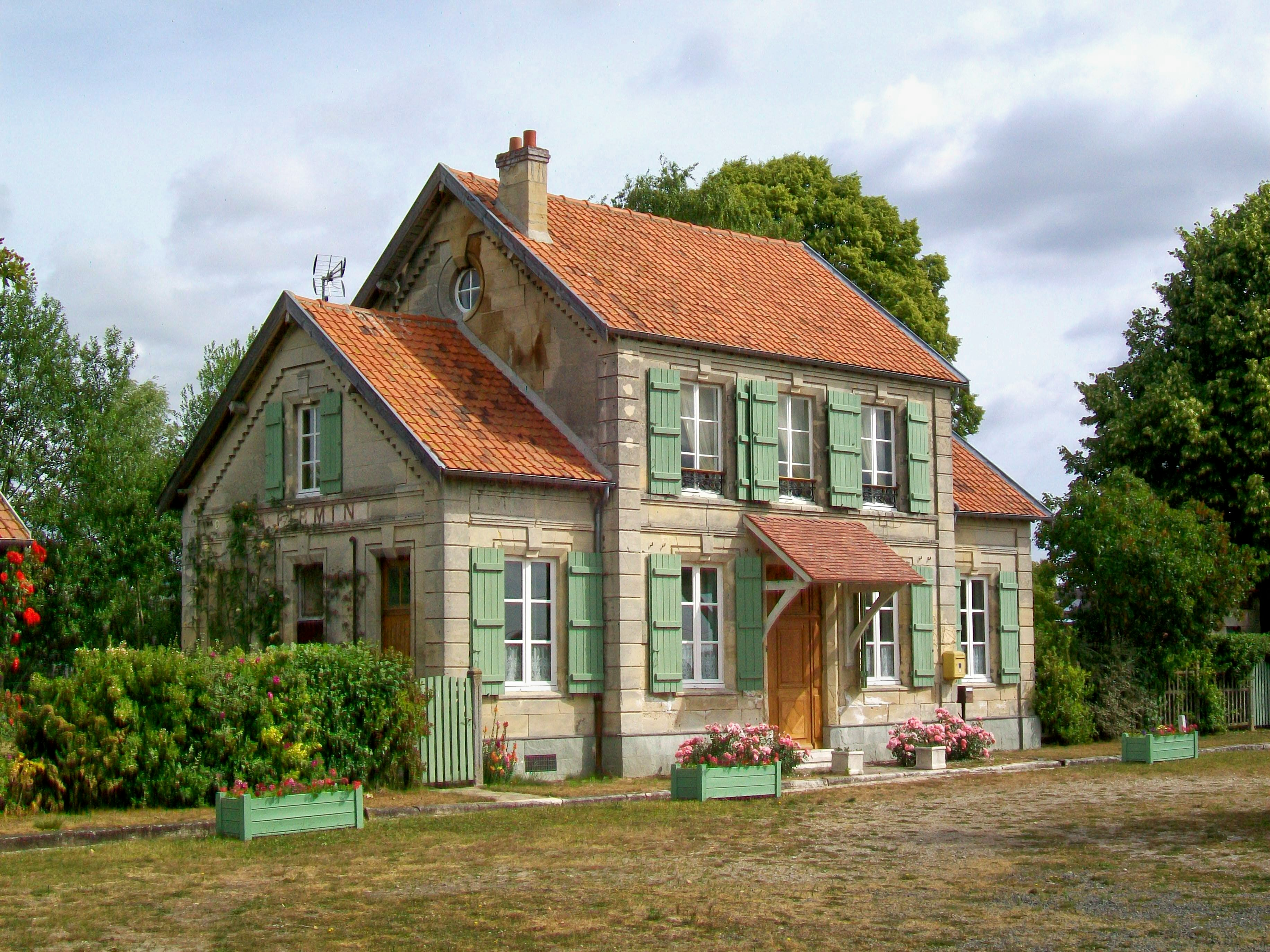
L'ancienne gare de Saint-Firmin, sur la ligne Chantilly-Gouvieux - Senlis.
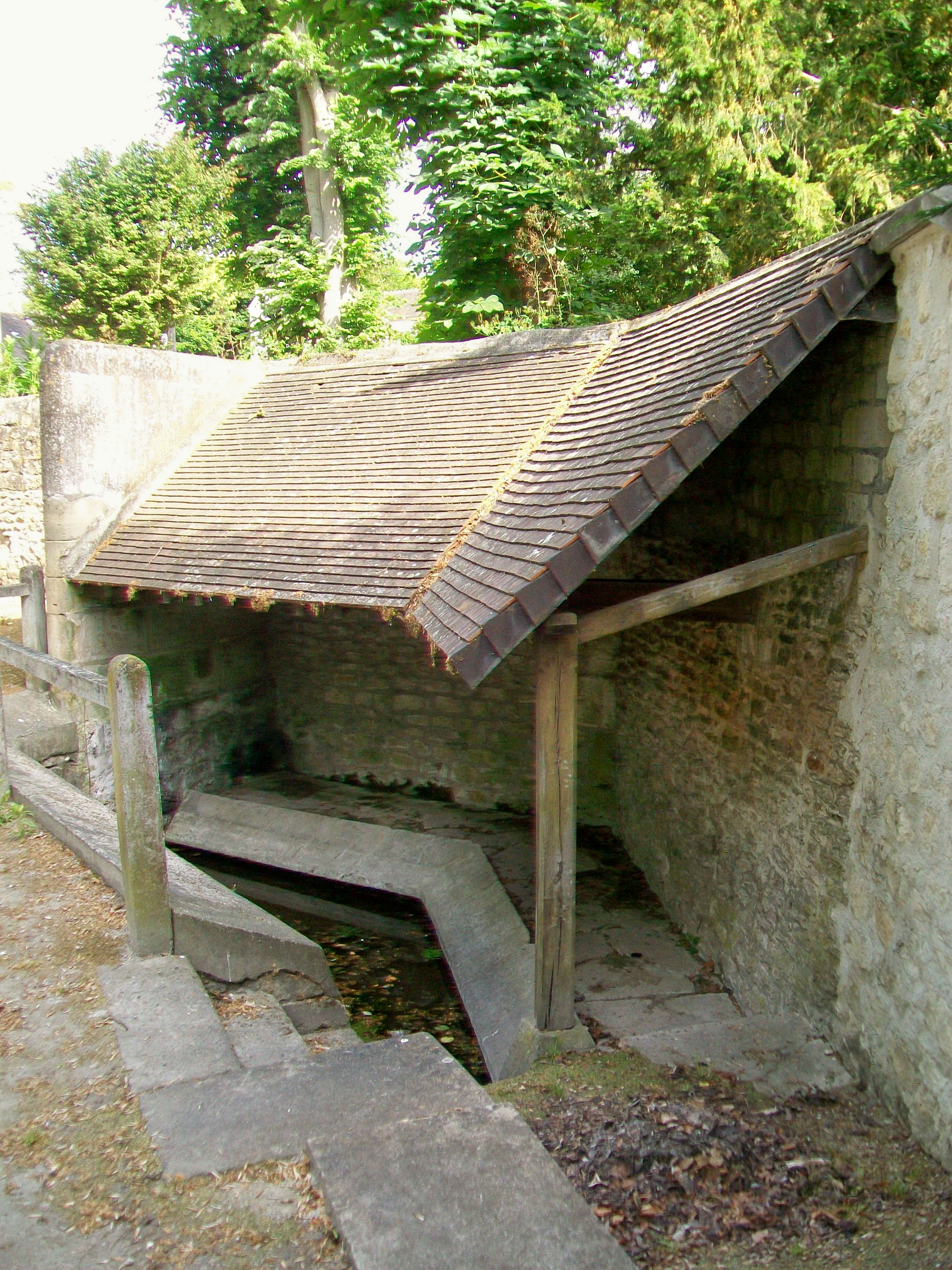
Le petit lavoir de Saint-Firmin, rue d'Avilly, à mi-chemin entre l'église Saint-Firmin et le moulin d'Avilly.
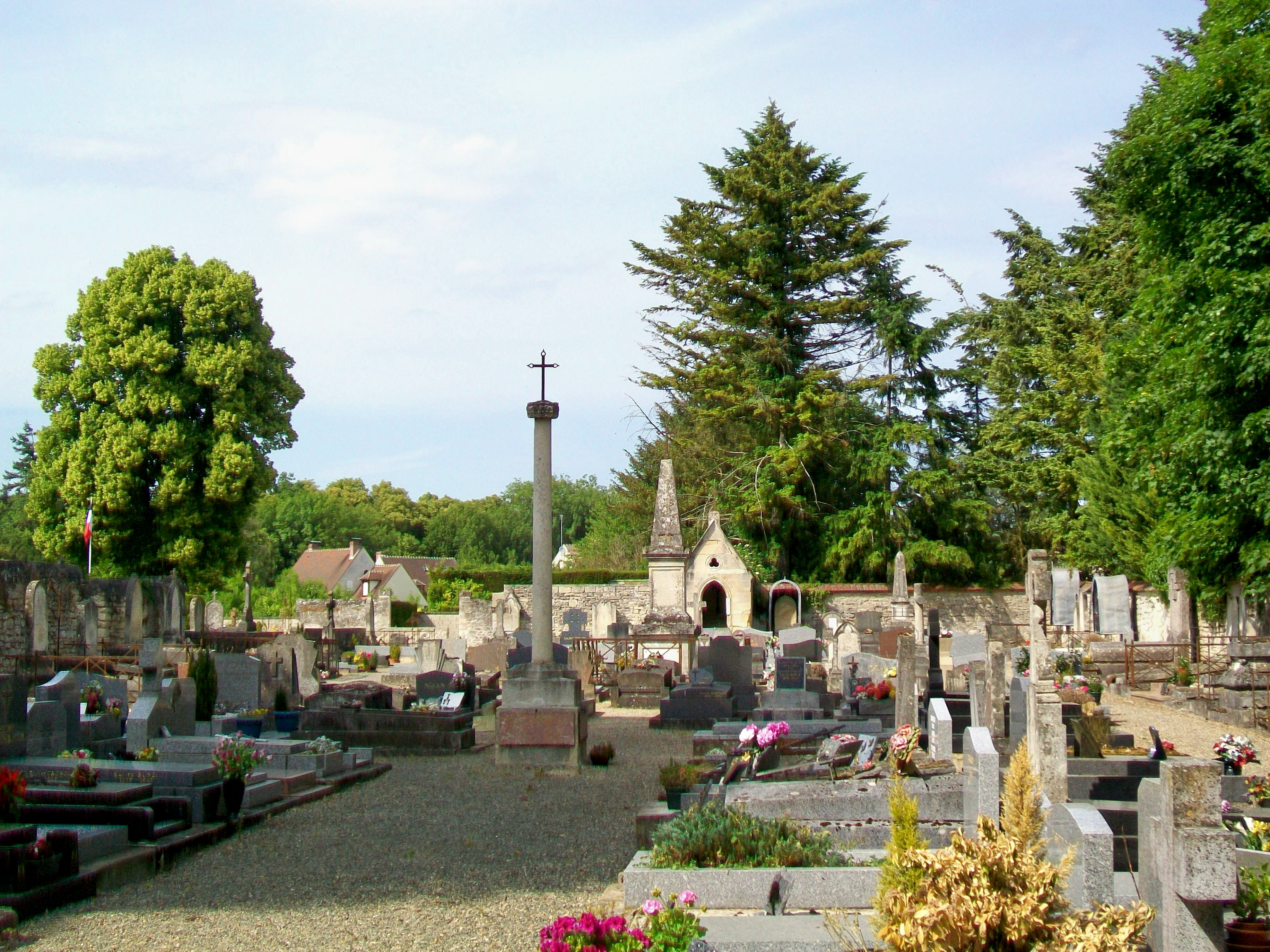
Le cimetière de Saint-Firmin, d'un grand intérêt patrimonial.
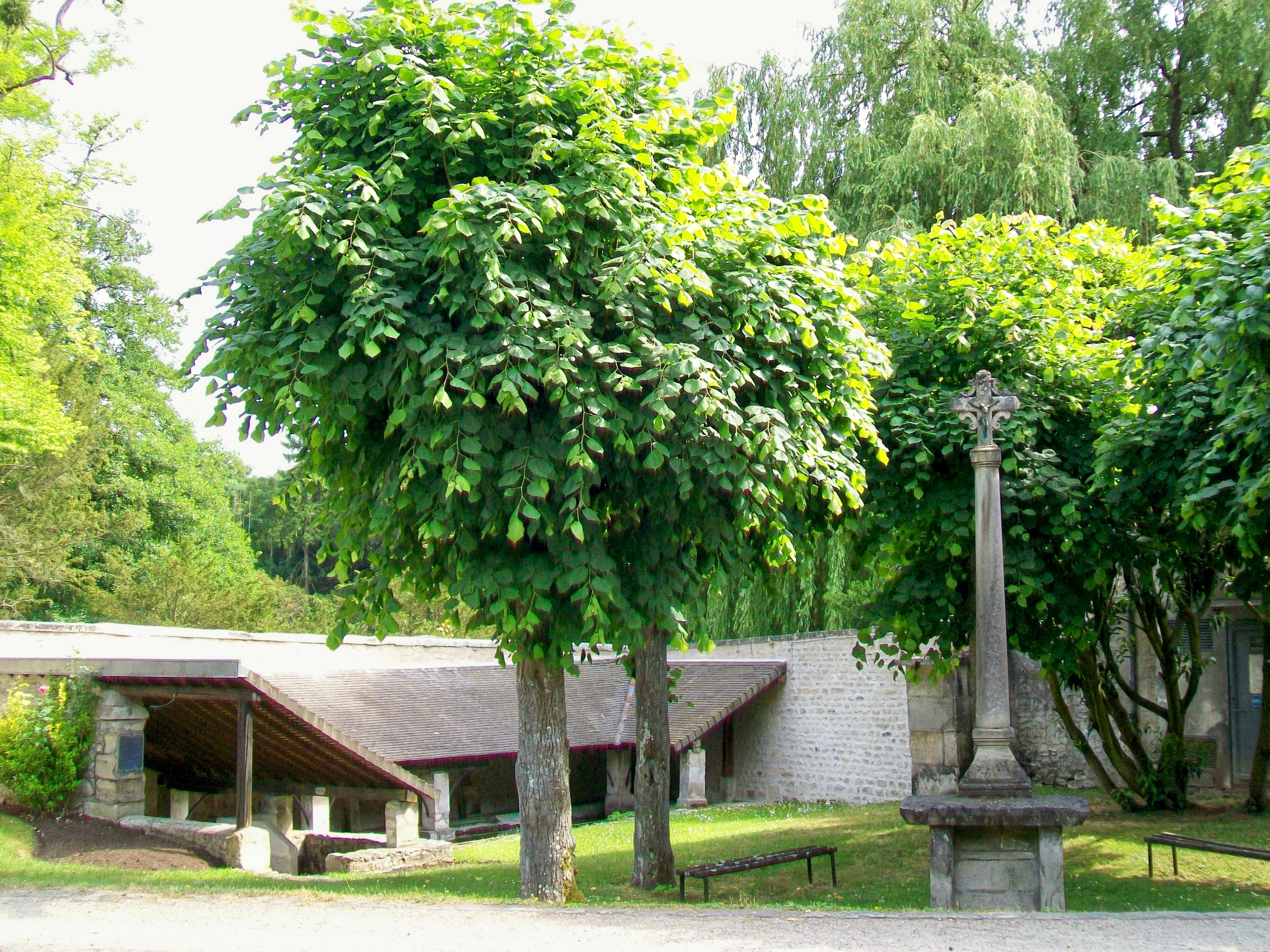
Le calvaire et le lavoir de 1892 de Saint-Firmin.

- Ancienne gare de Saint-Firmin, rue Georges-Dauchy, à 1 500 de l'église de Saint-Firmin en pleins champs : sur l'ancienne ligne Chantilly-Gouvieux - Crépy-en-Valois, fermée au trafic voyageurs au 15 mai 1939 entre Chantilly et Senlis[44]. La gare reste desservie par les trains de marchandises jusqu'en 1971 depuis Ormoy-Villers. Tous ses bâtiments restent intacts et ont conservé leur aspect d'origine, et la place de la gare subsiste face à l'ancien bâtiment-voyageurs. L'ancienne halle à marchandises est utilisée par une scierie.
- Cimetière, au bout de la ruelle qui commence à l'église : De dimensions inhabituelles par rapport à l'importance de la commune, il abrite un nombre impressionnant de sépultures bourgeois du XIXe siècle et de la fin du XVIIIe siècle. Le cimetière comporte un carré avec des tombes de poilus.
- Petit lavoir de Saint-Firmin, rue d'Avilly, au fond de la vallée.
- Calvaire de Saint-Firmin, sur la D 924, entre le château et l'église, à côté du grand lavoir.

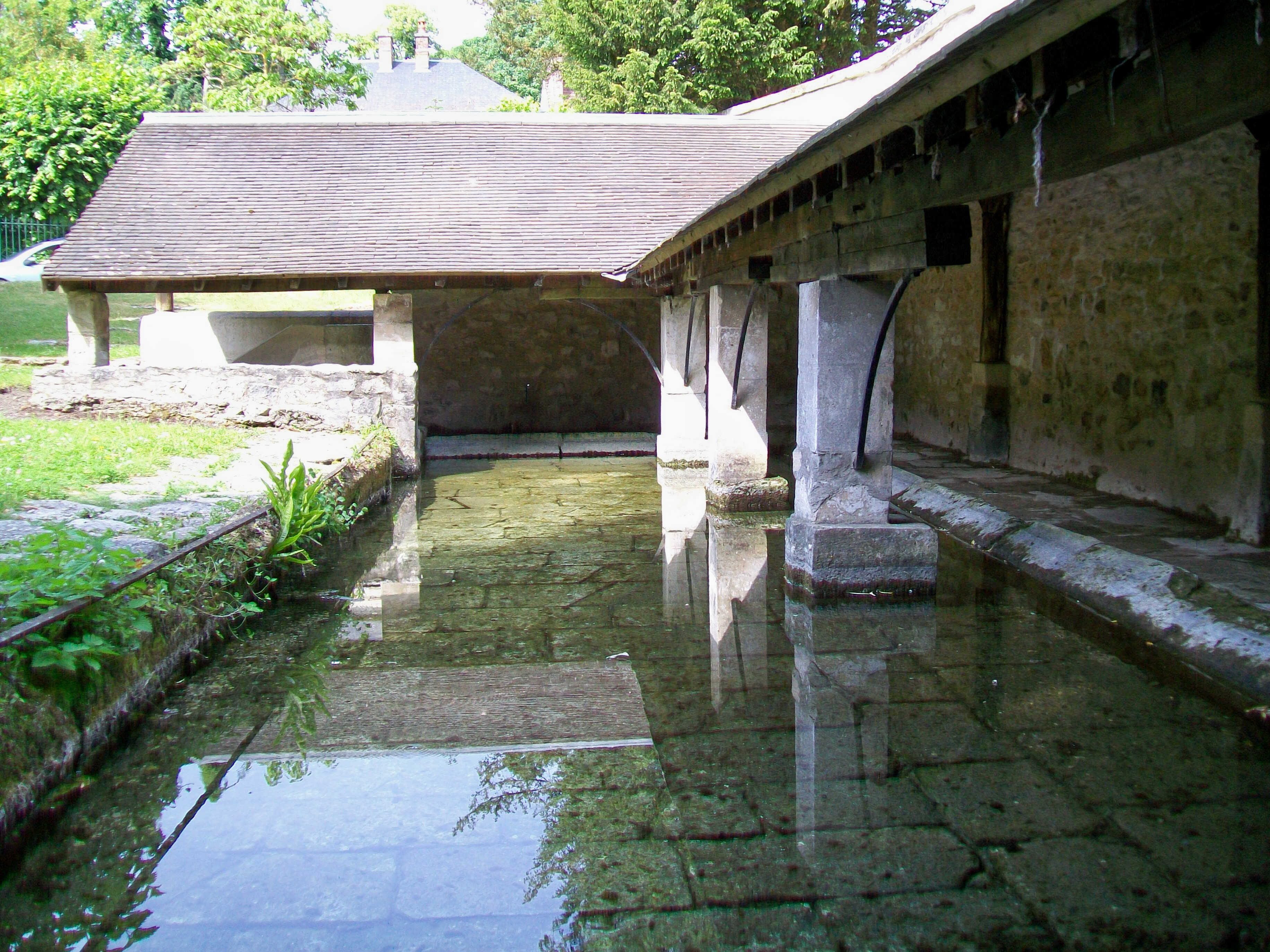
L'intérieur du lavoir de Saint-Firmin, de 1892. Le dallage d'origine a été conservé.
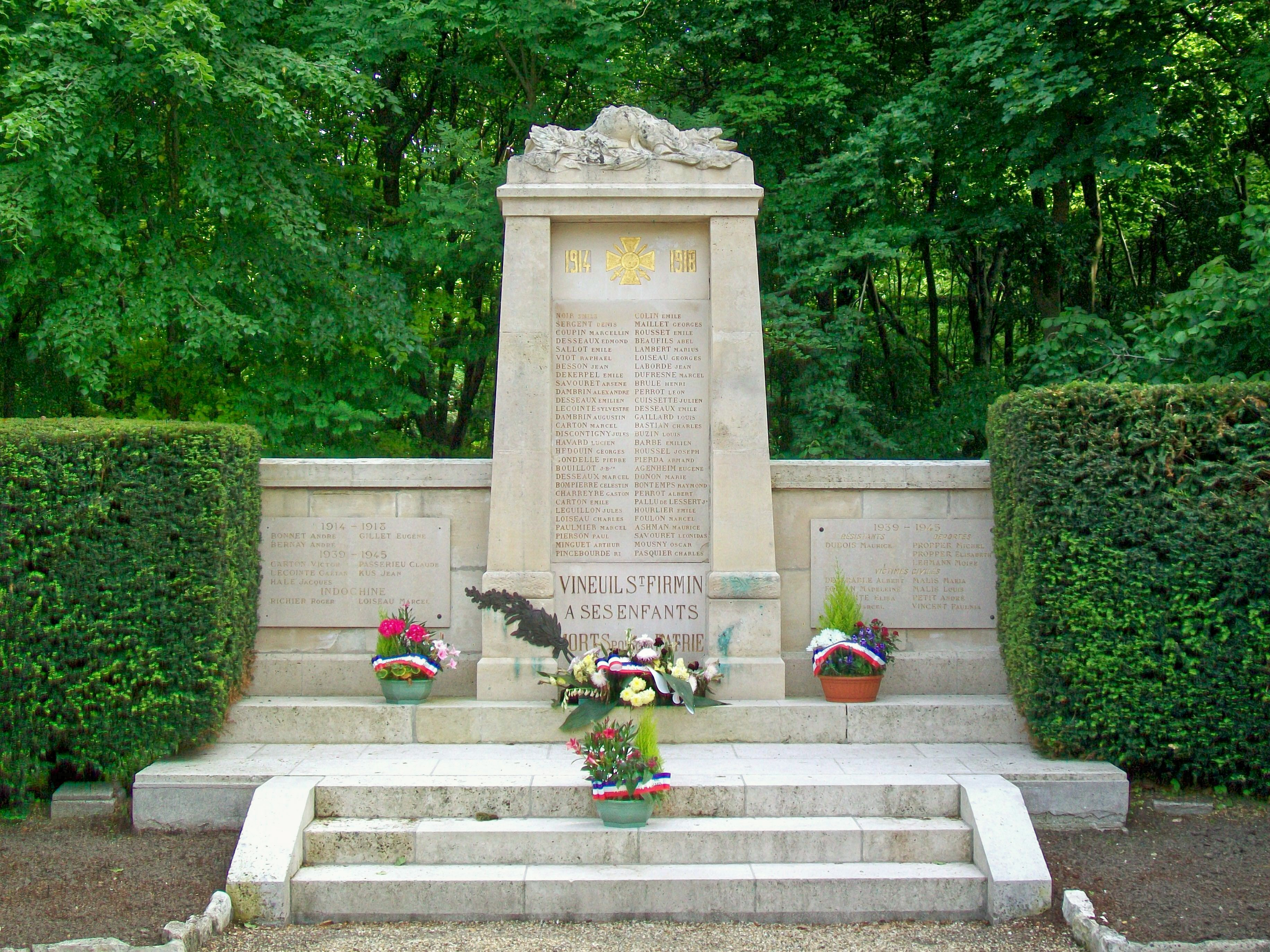
Le monument aux morts de la Première Guerre mondiale, face à la mairie.
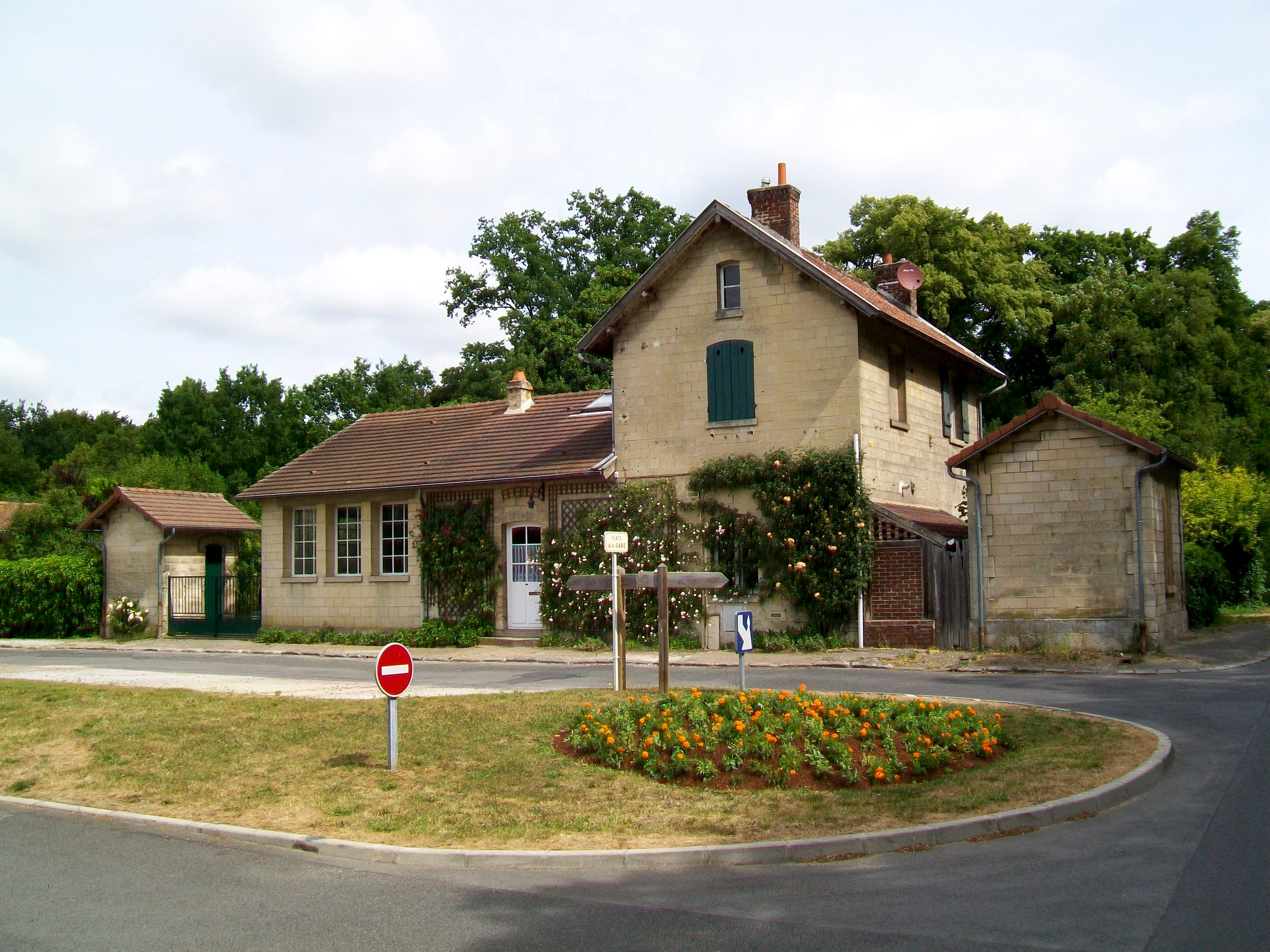
L'ancienne halte de Vineuil (gare de Vineuil), avenue de Verdun, à la sortie du village en direction d'Apremont.
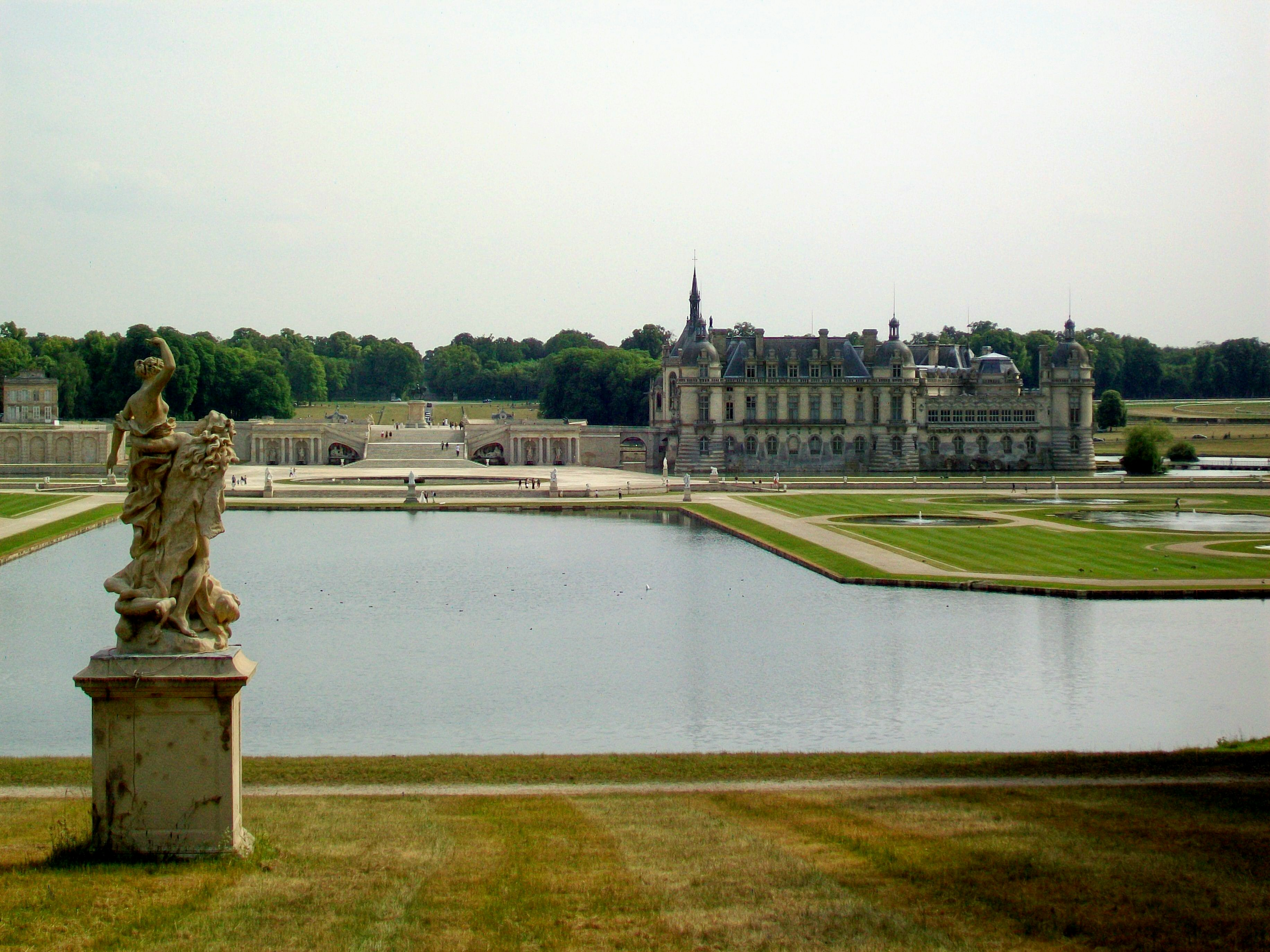
Le point de vue permettant de bénéficier d'une perspective exceptionnelle sur le château.
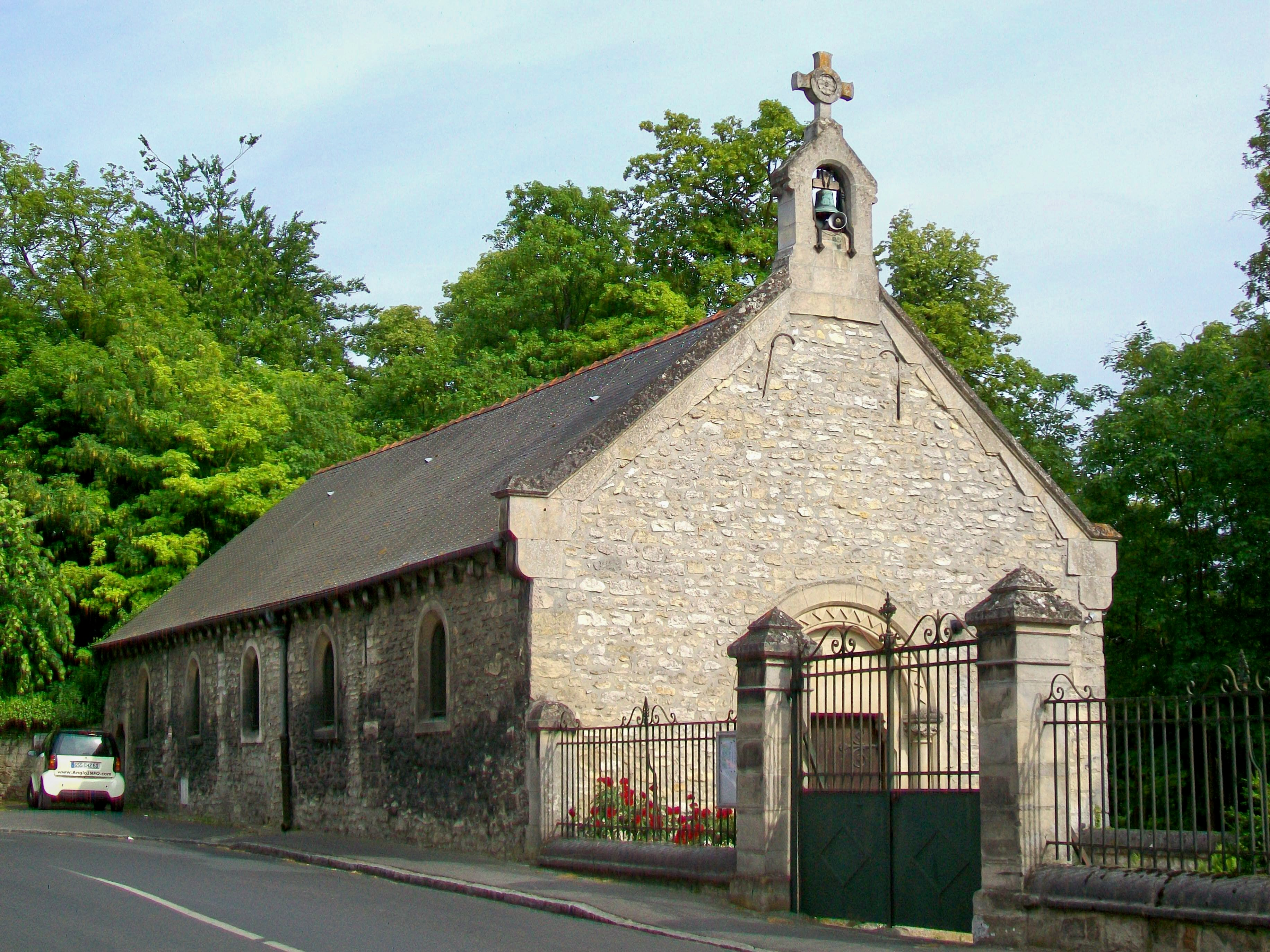
La chapelle Sainte-Barbe de Vineuil, sur la D 924 (rue de Chantilly).

- Grand lavoir de Saint-Firmin, rue de Senlis (D 924) : Il a été offert à la commune par Charles Renouard en 1892[45] et restauré en 2011 avec le concours du parc naturel régional Oise-Pays de France. Comme particularité, le lavoir comprend un compartiment séparé pour la source, en lieu et place d'une fontaine proprement dite.
- Monument aux morts rendant hommage aux soldats tombés sur le champ d'honneur pendant la Première Guerre mondiale, face à la mairie, rue de la duchesse de Chartres.
- Ancienne halte de Vineuil, sur la ligne de chemin de fer Chantilly-Gouvieux - Crépy-en-Valois mentionné ci-dessus, avenue de Verdun (D 606), à la sortie du village : Cette petite station était proche de Vineuil et même de Saint-Firmin, et ne servait qu'au service de voyageurs. Le bâtiment ressemble à une maison de garde-barrière à laquelle un annexe pour le guichet et la salle d'attente a été ajouté. La salle d'attente a encore été agrandie dans l'entre-deux-guerres. L'ensemble est également resté en l'état, jusqu'à la bordure de quai.
- Point de vue sur le parc et le château de Chantilly, entre les deux villages formant la commune, sur la D 924. Le domaine de Chantilly se situe par ailleurs en partie sur la commune de Vineuil-Saint-Firmin.
- Chapelle Sainte-Barbe, rue de Chantilly (D 924) à Vineuil. Elle renferme des vitraux modernes remarquables[46].

## Personnalités liées à la commune

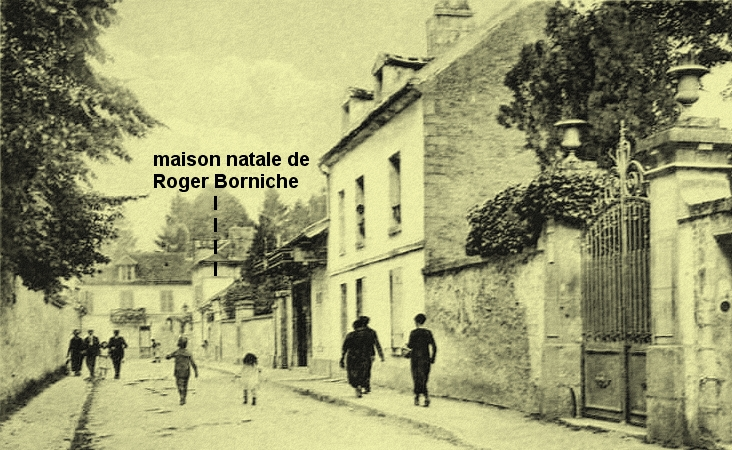
1 rue de la Carrière-aux-Daims, maison familiale de Roger Borniche.

- Emilien Amaury (1909-1977), journaliste français, fondateur du Parisien Libéré, habitait Vineuil-Saint-Firmin.
- André Berthomieu (* 16 février 1903 à Rouen - † 10 avril 1960 à Vineuil-Saint-Firmin), réalisateur français.
- Roger Borniche (1919-2020), inspecteur de police devenu écrivain (Flic Story, René la Canne etc.), est né le 7 juin 1919 à Vineuil-Saint-Firmin[47]. La famille habitait au 1, rue de la Carrière-aux-Daims.
- Claire Duhamel (1925-2014), actrice française, est née à Vineuil-Saint-Firmin.
- Gabriel-Henri Gaillard (1726-1806), décédé le 13 février 1806 à Vineuil-Saint-Firmin, était avocat, grammairien, critique littéraire et historien français, élu membre de l'Académie des inscriptions et belles-lettres en 1761 et membre de l'Académie française en 1771.
- Robert d'Orléans, duc de Chartres (1840-1910), mort le 5 décembre 1910 au château de Saint-Firmin.

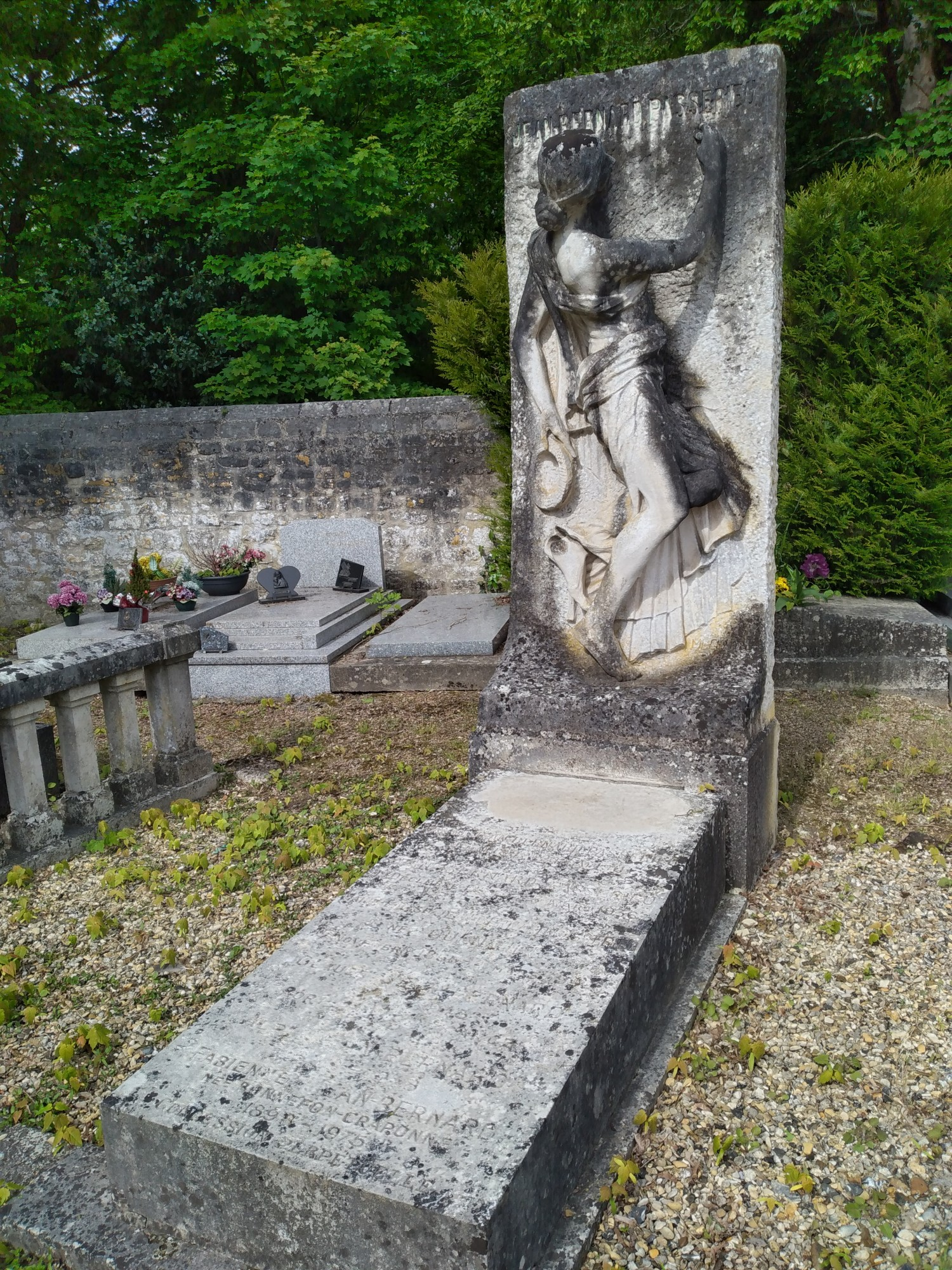
Tombe de Jean-Bernard Passerieu et Marie-Louise Néron dans le cimetière de Vineuil-Saint-Firmin

- Marie-Louise Néron (1866-1942) et Jean-Bernard Passerieu  (1857-1936), couple de journalistes et gens de lettres, ont tous deux vécu à Vineuil-Saint-Firmin[48], dans la maison appelée L'Ermitage, 6 rue des Sœurs, où Chateaubriand a écrit le livre XXII du tome 2 de ses Mémoires d'outre-tombe[49], et sont inhumés dans le cimetière de la commune.
- L'abbé Prévost, dit d'Exiles (* 1er avril 1697 à Hesdin - † 25 novembre 1763 à Courteuil), romancier, historien, journaliste, traducteur et homme d'Église français. À la fin de sa vie, il se retira dans une petite propriété située au 23 rue de Senlis à Saint-Firmin, et mourut le 25 novembre 1763. La comtesse de Condé se chargea des funérailles, et il fut inhumé le 27 novembre dans la chapelle de l'abbaye de Saint-Nicolas-d'Acy. Au calvaire de Courteuil, où il fut frappé d'une crise d'apoplexie, une plaque rappelle l'événement.
- François Vatel (* en 1631 à Paris - †  24 avril 1671 à Chantilly), maître d'hôtel de Nicolas Fouquet et du prince Louis II de Bourbon-Condé, aurait été inhumé aux abords de l'église Saint Firmin après son suicide au château de Chantilly[50].